# Okręty podwodne typu XXI
Okręty podwodne typu XXI – niemieckie okręty podwodne, najbardziej zaawansowane technicznie operacyjne okręty swojej klasy pierwszej połowy dwudziestego wieku. Celem zwiększenia prędkości podwodnej oraz dopuszczalnej głębokości zanurzenia, konstrukcja jednostek tego typu stanowiła radykalne odejście od rozwiązań stosowanych we wcześniejszych konstrukcjach. Nowatorskie podejście w zakresie kształtu kadłuba, niektórych elementów mechanicznych oraz elektrycznych, a także sposobu masowej produkcji, umożliwić miało Kriegsmarine ponowne przejęcie inicjatywy w toczącej się bitwie o Atlantyk.
Jednostki tego typu budowane były w niespotykanej dotąd wśród okrętów podwodnych przemysłowej technologii produkcji, jednak jej zawiłe priorytety, ogólne trudności z pozyskaniem niezbędnych materiałów w końcowym okresie II wojny światowej oraz długotrwały czas szkolenia załóg uniemożliwiły wejście do służby operacyjnej więcej niż kilku okrętom tego typu. Pierwsze ze 118 wybudowanych okrętów wprowadzone zostały do służby w Kriegsmarine w połowie roku 1944, lecz status operacyjny uzyskały dopiero w marcu 1945 roku. Nie odegrały więc żadnej roli w prowadzonych działaniach wojennych.
Po kapitulacji III Rzeszy większość gotowych jednostek została zniszczona, jednak kilka okrętów zostało przejętych przez Związek Radziecki, Stany Zjednoczone, Wielką Brytanię i Francję. Zastosowane w nich przełomowe rozwiązania konstrukcyjne zaraz po zakończeniu wojny stały się przedmiotem intensywnych badań prowadzonych przez najważniejszych członków byłej koalicji antyhitlerowskiej.
Stopień zaawansowania technicznego niektórych elementów konstrukcji i wyposażenia typu XXI, jak pasywny system sonarowy, układ kontroli ognia, konstrukcja kadłuba czy układ napędowy, stały się podstawą wyznaczającą kierunki rozwoju techniki i technologii podwodnej w początkowym okresie zimnej wojny. Przejęte okręty poddano intensywnym badaniom i testom służącym opracowaniu własnych technologii podwodnych oraz ZOP.
Jednostki typu XXI, powstające początkowo jako tymczasowy substytut okrętów z systemem napędowym opartym na turbinie Waltera, dzięki swej przełomowej konstrukcji oraz zdolności do szybkiego i długotrwałego pływania podwodnego, wyznaczyły kierunek rozwoju okrętów podwodnych; zaliczane są również do grupy pięciu kamieni milowych rozwoju tej klasy okrętów.

## Geneza
Zarówno Wielka Brytania, jak i Niemcy weszły w II wojnę światową z doświadczeniami z I wojny światowej. Oba państwa zdawały sobie sprawę z faktu, że konflikt morski szybko przybierze postać nieograniczonej wojny podwodnej. Toteż Wielka Brytania ponownie wdrożyła system konwojów morskich z silną eskortą, już też przed rozpoczęciem działań wojennych rozpoczęto montowanie w jednostkach nawodnych efektywnego podwodnego systemu detekcji – aktywnego sonaru, znanego ówcześnie pod nazwą asdic. W połączeniu z nowoczesnymi bombami głębinowymi, asdic uważany był za właściwą odpowiedź na zagrożenie ze strony niemieckich U-Bootów dla ruchu statków transportowych zmierzających do i z Wielkiej Brytanii. Wyciągając wnioski z poprzedniego konfliktu morskiego, brytyjskiemu systemowi konwojów Niemcy postanowili przeciwstawić taktykę wilczych stad, w której kierowana z lądu grupa okrętów podwodnych atakowała konwój nocą z różnych kierunków, przebywając przy tym na powierzchni. Metoda ta miała dezorientować atakowane transportowce i okręty ich eskorty, czyniąc jednocześnie bezużytecznym asdic. W początkowym okresie bitwy o Atlantyk, U-Booty przebywały przez większość czasu na powierzchni, zarówno w czasie przechodzenia do miejsca operacji, jak i w trakcie ataku, zanurzając się jedynie podczas dnia dla ukrycia lub przyczajenia się w pobliżu konwoju w oczekiwaniu na możliwość przeprowadzenia ataku po zmroku.

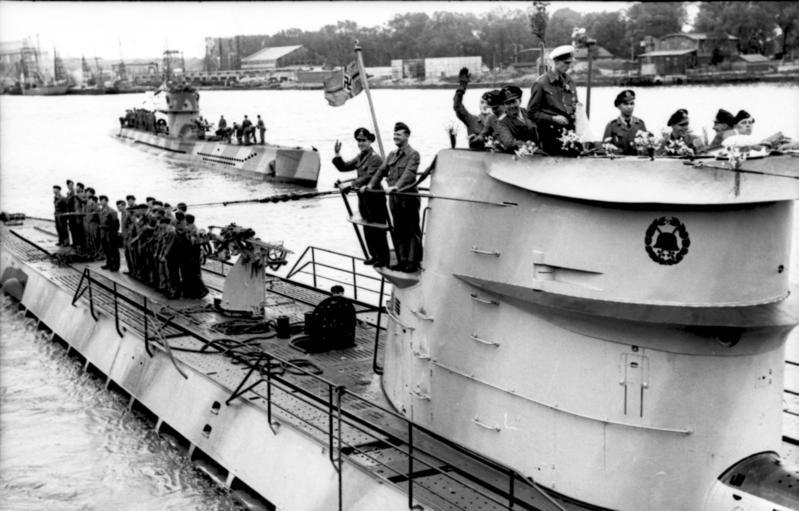
U-123 i U-201 8 czerwca 1941 roku w bazie w Lorient we Francji

Ówczesne niemieckie okręty podwodne, z technicznego punktu widzenia, niewiele różniły się od swoich poprzedników z pierwszej wojny światowej, w których konstrukcji położono nacisk przede wszystkim na sprawność nawodną. Podstawowym U-Bootem drugiej wojny był 770-tonowy typ VIIC, zasadniczo ulepszona i nieco większa wersja okrętów typu UB III, które wyszły po raz pierwszy w morze w roku 1917. Jakkolwiek bardzo dobrze dopracowane i znacznie lepsze od swoich brytyjskich odpowiedników, U-Booty typu VIIC musiały operować głównie na powierzchni, co doprowadziło do opracowania skutecznego środka zaradczego w postaci instalowanego na pokładzie samolotu patrolowego radaru. Mimo początkowych braków w zakresie dostępnych okrętów podwodnych, do końca 1942 roku Niemcy dysponowali już ponad 300 jednostkami tej klasy w służbie operacyjnej. Mimo faktu, iż jedynie jedna trzecia z nich była gotowa do służby w morzu (pozostałe musiały uzupełniać zapasy, przeprowadzać naprawy i testy morskie oraz uczestniczyć w szkoleniach), z tych zaś połowa znajdowała się w trakcie przejścia z i do rejonów operacji, w każdym czasie około 50 jednostek było dostępnych jednocześnie dla przeprowadzania ataków na wszelkiego rodzaju jednostki morskie przeciwnika. Ocenia się, że w każdym czasie około 30 okrętów uczestniczyło w atakach przeprowadzanych na obszarze Atlantyku, co w pierwszym okresie wojny kosztowało koalicję antyhitlerowską olbrzymie straty.

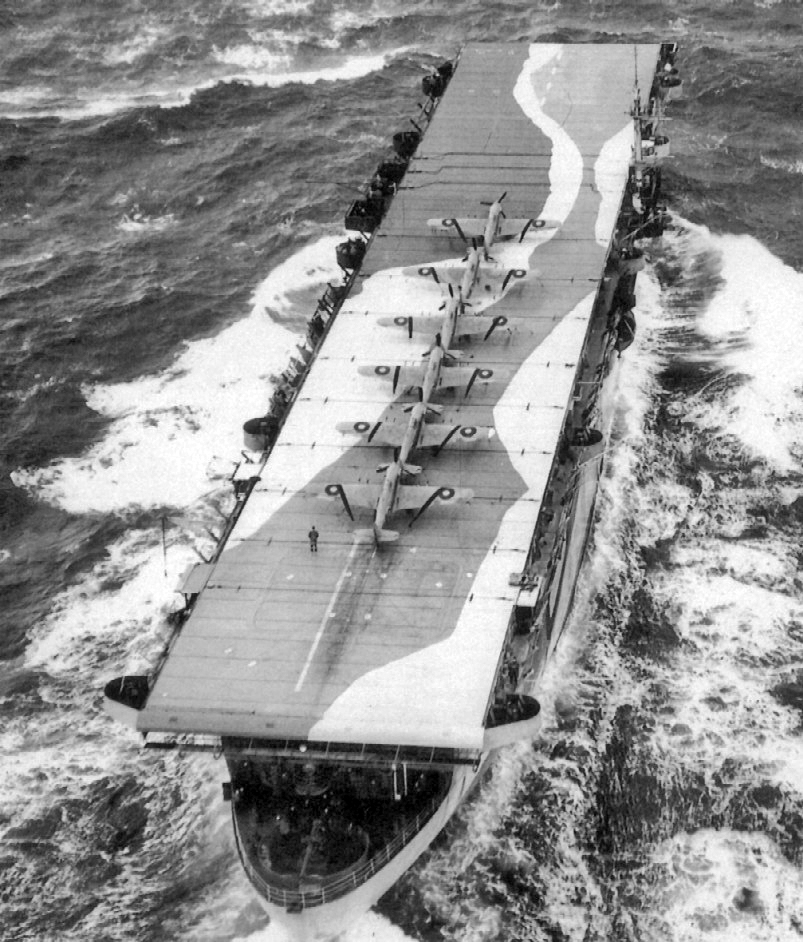
Brytyjski lotniskowiec eskortowy HMS „Avenger”. Samoloty pokładowe lotniskowców eskortowych zdolne były do ataku na niemieckie okręty podwodne w dużej odległości od konwojów, w strefie w której U-Booty czuły się dotąd bezpieczne, stały się skuteczną bronią przeciwko U-Bootom.

Stopniowo poprawiała się jednak skuteczność radaru, zwiększeniu uległ zasięg i liczba samolotów patrolowych przeprowadzających operacje przeciw niemieckim okrętom podwodnym, co znacznie zwiększyło skuteczność alianckich działań ZOP. Instalacja asdicu na większej liczbie okrętów nawodnych pozwoliła już nie tylko na skuteczniejszą obronę konwojów, lecz także na aktywne zwalczanie „wilczych stad” także w czasie ich przemieszczania się do rejonów operacji przeciwko konwojom. Toteż po początkowych sukcesach niemieckiej wojny podwodnej, z ich szczytem w roku 1942, już w kwietniu 1943 roku Niemcy stanęli w obliczu pogromu swojej marynarki wojennej. Aliancki radar centymetrowy, lądowe i rozmieszczone na okrętach radionamierniki Huff-Duff, bazujące na lądzie samoloty morskie, nawodne siły eskorty o wysokich umiejętnościach oraz poszukiwawczo-uderzeniowe grupy wsparcia, łamanie kodów Enigmy, najwyższy poziom analizy danych wywiadowczych oraz operacyjnych zespołów analitycznych w Londynie i Waszyngtonie, ostatecznie załamały niemiecką ofensywę podwodną. Olbrzymie niemieckie straty w okrętach podwodnych w 1943 roku, w toku toczącej się bitwy o Atlantyk, spowodowały, że liczba zatapianych niemieckich U-Bootów zaczęła dorównywać liczbie zatapianych przez nie alianckich jednostek morskich. Między 10 kwietnia a 24 maja 1943 roku niemieckie dowództwo sił podwodnych utraciło 22 okręty podwodne, podczas gdy zatopiono w tym czasie jedynie 28 alianckich statków handlowych i niszczycieli. Ten niezwykle niekorzystny stosunek zwycięstw do strat, nie byłby do zaakceptowania dla żadnej marynarki wojennej świata. Admirał Dönitz i jego sztab byli zszokowani i zrozpaczeni katastrofalnymi rozmiarami strat na Północnym Atlantyku. Według szacunków sztabu, tylko do 23 maja 1943 roku majowe straty sięgnęły 31 U-Bootów obsługiwanych przez 1500 ludzi. Żaden z produkowanych w tym czasie niemieckich okrętów podwodnych nie mógł wejść do walki z choćby minimalnymi szansami na sukces – od tego czasu ataki na alianckie konwoje były niemal próbami samobójczymi. Wobec takiego rozwoju sytuacji, dowódca Kriegsmarine admirał Karl Dönitz tymczasowo odwołał swoje okręty podwodne z atlantyckich tras alianckich konwojów, do czasu wprowadzenia na pokłady okrętów typu VII znacznych ulepszeń. W szczególności chodziło o cięższe działa przeciwlotnicze, skuteczną przeciw okrętom eskorty samonaprowadzającą się torpedę G7es Zaunkönig (T-5) oraz detektor fal radarowych FuMB-9 Wanze.
Od 1940 do 1944 roku niemieckie stocznie wybudowały 661 jednostek typu VIIC. Ten wariant okrętu, korzystając z napędu zapewnianego przez dwa silniki Diesla, miał przy prędkości 12 węzłów zasięg 6500 mil morskich (12 045 km) na powierzchni, jednakże pod wodą, napędzany za pomocą zasilanych bateriami silników elektrycznych, mógł przepłynąć przy prędkości 4 węzłów zaledwie 80 mil morskich (148 km). Te i inne ograniczenia niemieckich okrętów, po 44 miesiącach wojny na morzu doprowadziły do wyczyszczenia północnego Atlantyku z U-Bootów Kriegsmarine. Dowództwo niemieckiej marynarki zdawało sobie sprawę ze słabości tej konstrukcji; doszło też do wniosku, że flota konwencjonalnych okrętów podwodnych nie jest już w stanie przezwyciężyć obrony przeciwnika.

### Napęd w obiegu zamkniętym Waltera

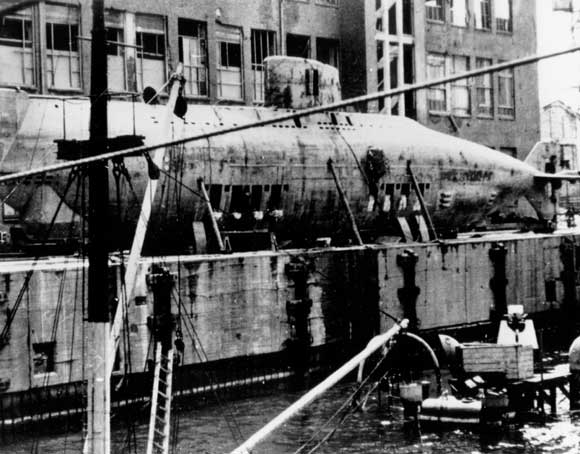
Wyposażony w turbinę Waltera U-1406 typu XVII

Po uzyskaniu przez Niemcy w 1936 roku „legalnej” możliwości pozyskiwania okrętów podwodnych, niemiecki inżynier Hellmuth Walter zaproponował rewolucyjny „podwodny statek”. Podstawowe założenia napędu w obiegu zamkniętym, określanego mianem turbiny Waltera, opracowane zostały przez Waltera już w 1930 roku w stoczni Germania. Jego dość złożony system napędowy oparty był na rozkładzie wysoko stężonego nadtlenku wodoru (perhydrolu). Perhydrol znajdował się w zbiorniku poniżej głównego kadłuba sztywnego, skąd ciśnienie wody wypychało go do porcelanowej komory, gdzie wchodził w kontakt z niezbędnym do rozkładu katalizatorem. Wskutek tego procesu powstawała para wodna i tlen o temperaturze 963 °C – przechodzące następnie do komory spalania, gdzie następował zapłon oleju napędowego, oraz – w celu zwiększenia temperatury i ilości pary – natrysk wody na powstały w procesie spalania gaz. Mieszanina pary i gazu przenoszona była rurociągami do turbiny, a następnie do kondensatora, gdzie następowało rozdzielenie wody i powstałego w komorze spalania dwutlenku węgla, który był następnie wyprowadzany na zewnątrz okrętu. Po przeprowadzonych z sukcesem próbach w roku 1940 złożono zamówienie na pierwsze okręty podwodne wyposażone w napęd Waltera: V80, U-792 i U-794. Ostatnie z tych okrętów – oznaczone jako typ XVIIA – przyjęto do służby w październiku 1943 roku. Kolejna para okrętów tego typu, U-793 i U-795, weszła do służby w kwietniu 1944 roku. W marcu 1944 roku U-793, z admirałem Dönitzem na pokładzie, osiągnął pod wodą prędkość 22 węzłów, w czerwcu zaś tego samego roku U-792 osiągnął prędkość 25 węzłów. Uzyskanie możliwości rozwijania tak wysokich na owe czasy prędkości podwodnych stanowiło tym większe osiągnięcie, iż jednostki te okazały się łatwe w prowadzeniu przy wysokich prędkościach. Perhydrol był jednak niebezpiecznym paliwem, zaś możliwości jego produkcji przez przemysł niemiecki były ograniczone. To samo paliwo niezbędne było w również priorytetowym niemieckim programie rozwoju pocisków balistycznych V-2. Sama zaś technologia napędu opartego na turbinie Waltera wciąż jeszcze nie była dopracowana.

### Tymczasowy substytut
W listopadzie 1942 roku, podczas konferencji swojego dowództwa w pobliżu Paryża, Dönitz zażądał informacji, jak szybko okręty z turbiną Waltera dostępne będą do użytku bojowego. Uzyskane informacje wskazywały na fakt, iż nie jest możliwe wskazanie terminu osiągnięcia zdolności bojowej przez jednostki z takim napędem. Pod wpływem rosnących strat, w kwietniu 1943 roku przyjęto ostatecznie do wiadomości, że konwencjonalne okręty podwodne nie są w stanie przezwyciężyć środków obrony swoich przeciwników. 19 czerwca 1943 roku, jako krótkoterminowy substytut jednostek z turbiną Waltera, szefowie niemieckich zespołów konstrukcyjnych systemów napędowych – Fritz Bröcking oraz kadłubów – Friedrich Schürer, zaproponowali zaadaptowany strumieniowy kadłub okrętu typu XVIII z napędem Waltera (w pełni już do tej pory przetestowany), wyposażony w standardowy system napędowy, jednak ze zwiększoną podwójnie liczbą baterii elektrycznych. Okręt taki nie mógł osiągnąć sprawności i długotrwałości pływania podwodnego jednostek z turbiną Waltera, miał jednak większą prędkość i długość pływania w zanurzeniu niż konwencjonalne okręty. Z uwagi na ogromną sumaryczną pojemność baterii jednostka ta uzyskała miano „elektroboota”. W tym samym czasie sam Walter zaproponował umieszczenie w „elektrycznym okręcie podwodnym” chrap, doprowadzających powietrze atmosferyczne do silników i odprowadzających gazy spalinowe na powierzchnię. Miało to na celu umożliwienie pracy silników spalinowych w trakcie rejsu w zanurzeniu, a w konsekwencji także ładowanie baterii elektrycznych, przedłużając czas prowadzenia przez okręt operacji podwodnych. Admirał Dönitz przedstawił wprawdzie pewne zastrzeżenia odnośnie do rozmiarów okrętu jako rezultatów dużej pojemności zespołu baterii, ostatecznie jednak zaakceptował projekt jako następcę jednostek typu IX oraz rozkazał natychmiastowe opracowanie szczegółowych planów. W ten sposób rozpoczęto prace rozwojowe nad projektem, który został oznaczony jako typ XXI – najbardziej zaawansowanego pojazdu podwodnego drugiej wojny światowej. Zgodnie z instrukcją niemieckiego dowództwa broni podwodnej:

Typ XXI jest okrętem o wybitnych zdolnościach walki podwodnej, zdolnym do wyeliminowania w znacznej mierze przewagi wrogich sił przeciwpodwodnych, wynikającej z ich panowania w powietrzu i zastosowania radaru. Z tym okrętem oraz okrętem wyposażonym w turbinę Waltera, możliwy będzie start nowej pomyślnej wojny podwodnej.

## Produkcja okrętów
Ważnym aspektem rewolucyjnej natury typu XXI był sposób jego produkcji. Początkowe plany produkcyjne przewidywały ukończenie dwóch prototypów do końca 1944 roku, rozpoczęcie produkcji masowej natomiast planowano na rok następny. Na koniec roku 1946 przewidywano osiągnięcie gotowości bojowej przez pierwszy okręt. Plan ten oparty był na założeniu, że Adolf Hitler przyzna konstrukcji U-Bootów pierwszeństwo przed innymi programami zbrojeniowymi, że dostępne będą wszystkie niezbędne materiały oraz że alianckie rajdy powietrzne nie będą zakłócać budowy. Wszystkie te założenia były nierealne. Z drugiej strony, taki program budowy był nieakceptowalny dla admirała Dönitza, który ze sprawą typu XXI udał się wprost do Alberta Speera, osobistego architekta Hitlera. Speer, który od stycznia 1942 roku był Ministrem Uzbrojenia i Amunicji, powierzył prowadzenie programu Otto Merkerowi, dyrektorowi Magirus-Werkes, który nie miał jakiejkolwiek wiedzy o przemyśle stoczniowym, miał za to na swoim koncie wielki sukces w postaci wdrożenia metod masowej produkcji do wytwarzania samochodów i wozów straży pożarnej. Według Dönitza, Merker zasugerował, że okręty nie powinny być budowane na pochylni w stoczni, jak poprzednicy, lecz winny być produkowane sekcjami – w innych niż stocznie zakładach przemysłowych. Metodę tę skutecznie wdrożył wcześniej Henry Kaiser w Stanach Zjednoczonych celem masowej produkcji statków transportowych typu Liberty, toteż opierając się na tym przykładzie, Merker zaproponował jedynie końcowy montaż w stoczniach, z wcześniej wyprodukowanych przez inne zakłady przemysłowe elementów. Dzięki temu okręty wielkości jednostek XXI mogły być kompletowane w masowej produkcji i wymagały nakładu pracy 260 000 do 300 000 roboczogodzin, podczas gdy dotychczasowa metoda wymagała 460 000 roboczogodzin. Według planu Merkera pierwsza jednostka typu XXI powinna być gotowa na wiosnę 1944 roku. Merker był także gotowy wziąć na siebie odpowiedzialność za przygotowanie masowej produkcji tych okrętów. Oznaczało to, że duża liczba jednostek typu XXI powinna być gotowa już jesienią 1944 roku. Plan ten nie był jednak przyjmowany bez obaw, zwłaszcza ze strony stoczni. Już bowiem w latach 1940–1942 usiłowano bez powodzenia wdrożyć ten sposób produkcji okrętów podwodnych, jednak rezultaty tych prób wywołały zawód. Podstawowym problemem wywołującym sceptycyzm wobec zamiarów Merkera była trudność osiągnięcia wystarczającego stopnia precyzji produkcji poszczególnych sekcji, które musiały być wykonanie z dokładnością do 2 milimetrów. Według opinii stoczni Blohm und Voss z tego czasu, o ile ze stoczniowego punktu widzenia utrzymanie dokładności do 2 milimetrów w długości sekcji jest wykonalne, o tyle w przypadku średnicy sekcji, wręg i innych elementów wewnętrznych nie jest to możliwe, z uwagi na niemożliwość dokładnego oszacowania kurczenia się tych elementów związanego z napięciami i naprężeniami materiałów konstrukcyjnych. Tymczasem taka dokładność jest konieczna zwłaszcza przy budowie okrętów dwukadłubowych, zarówno przy wykonaniu kadłuba sztywnego, jak i lekkiego kadłuba zewnętrznego. Podnoszono też, że przy dostawie do stoczni gotowych sekcji nie będzie możliwe normalnie testowanie wytrzymałości kadłuba ciśnieniowego na ciśnienie, zaś testowanie go przy pomocy sprężonego powietrza i mydła w celu odkrycia przecieków, jest niezwykle pracochłonne i dalece niesatysfakcjonujące. W razie zaś wykrycia ewentualnych nieszczelności, niezbędne będzie rozmontowywanie wadliwych sekcji celem usunięcia wad.

### Przygotowania do produkcji
Ambitny program budowy 40 okrętów typu XXI miesięcznie został jednak osobiście zaakceptowany przez Hitlera 29 lipca 1943 roku, co więcej, Hitler nadał temu programowi najwyższy możliwy priorytet. Produkcja okrętu tego typu zajmowała 6 miesięcy od zapoczątkowania walcowania stali kadłuba sztywnego do ukończenia wyposażania gotowej jednostki. Budowa jednostek tego typu wywoływała zmiany organizacyjne w samej marynarce. Admirał Dönitz odsunął główny urząd budowy okrętów marynarki K-Amt (Hauptamt Kriegsschiffbau) od spraw związanych z okrętami podwodnymi, powierzając zadania w tym zakresie podlegającemu Albertowi Speerowi Departamentowi Uzbrojenia. Dönitz poświęcił przez to część swojego wpływu na budowę okrętów, na rzecz jej efektywności.
Pierwszy etap budowy kadłuba prowadzony był w hucie, która walcowała płaty stali i produkowała sekcje kadłuba sztywnego. Sekcje były wyposażane w 32 zakładach wyspecjalizowanych w produkcji elementów stalowych. Wybór tych zakładów dokonywany był nie na podstawie ich wcześniejszego doświadczenia w produkcji na potrzeby okrętownictwa lub z wzięciem pod uwagę ich rozproszenia, lecz z uwzględnieniem wymagania dostępu do wód śródlądowych, którymi można było spławiać na barkach wielkie sekcje okrętów. Jednostki kompletowane były w 11 stoczniach, na każdą przypadało 8 okrętów. Tam też instalowano niezbędne maszyny i inne urządzenia, z wyjątkiem tych, które były zbyt ciężkie (silniki Diesla) lub rozciągały się na większej niż jedna sekcja długości (główny wał napędowy). Każda z tych 11 stoczni miała doświadczenie w budowie okrętów podwodnych, które było w tym przypadku niezbędne z uwagi na konieczność instalacji kabli, głównych silników elektrycznych, przekładni, tablic rozdzielczych i innego specjalistycznego wyposażenia tej klasy.
Główne przedsiębiorstwa biorące udział w programie zostały podzielone ostatecznie na 3 regiony:
| Sekcje     | Region „Gdańsk”                                  | Region „Hamburg”                                                                      | Region „Brema”                   |
| ---------- | ------------------------------------------------ | ------------------------------------------------------------------------------------- | -------------------------------- |
| Montownie: | F. Schichau, Gdańsk                              | Blohm & Voss, Hamburg                                                                 | AG Weser, Brema                  |
| 1          | Danziger Werft Deutsche Werke Danzig F. Schichau | Deutsche Werke Hamburg Deutsche Werke, Kilonia Howaldt, Hamburg Flender Werke, Lubeka | Howaldt, Hamburg                 |
| 2          | Danziger Werft Deutsche Werke Danzig F. Schichau | Deutsche Werke Hamburg Deutsche Werke, Kilonia Howaldt, Hamburg Flender Werke, Lubeka | Kriegsmarinewerft, Wilhelmshaven |
| 3          | Danziger Werft Deutsche Werke Danzig F. Schichau | Deutsche Werke Hamburg Deutsche Werke, Kilonia Howaldt, Hamburg Flender Werke, Lubeka | Bremer Vulkan, Brema             |
| 4          | Danziger Werft Deutsche Werke Danzig F. Schichau | Deutsche Werke Hamburg Deutsche Werke, Kilonia Howaldt, Hamburg Flender Werke, Lubeka | Flender Werke, Lubeka            |
| 5 i 6      | Danziger Werft Deutsche Werke Danzig F. Schichau | Deutsche Werke Hamburg Deutsche Werke, Kilonia Howaldt, Hamburg Flender Werke, Lubeka | Bremer Vulkan                    |
| 7          | Danziger Werft Deutsche Werke Danzig F. Schichau | Deutsche Werke Hamburg Deutsche Werke, Kilonia Howaldt, Hamburg Flender Werke, Lubeka | Seebeckwerft, Wesermünde         |
| 8          | Danziger Werft Deutsche Werke Danzig F. Schichau | Deutsche Werke Hamburg Deutsche Werke, Kilonia Howaldt, Hamburg Flender Werke, Lubeka | Deutsche Werke, Kilonia          |

Trzema stoczniami dokonującymi finalnego montażu, w których sekcje okrętów były łączone, a okręty wodowane, były: Blohm & Voss w Hamburgu, AG Weser w Bremie i Schichauwerft w Gdańsku.
| Nr sekcji | Opis                       | Waga (tony) | Długość (metry) |
| --------- | -------------------------- | ----------- | --------------- |
| 1         | Rufa i przedział rufowy    | 65          | 12,7            |
| 2         | Silniki elektryczne        | 130         | 10              |
| 3         | Silniki Diesla             | 140         | 8,4             |
| 4         | Tylne kwatery załogi       | 70          | 5,3             |
| 5         | Centrum kontroli i kambuz  | 140         | 7,6             |
| 6         | Przednie kwatery załogi    | 165         | 12              |
| 7         | Magazyn torped             | 92          | 6,8             |
| 8         | Dziób z wyrzutniami torped | 110         | 14              |
| 9         | Nadbudówka z kioskiem      | 12          | 14,1            |
|           | Razem                      | 924         | 90,9            |

Ogółem jednak w programie brało udział wiele przedsiębiorstw, większość z zachodniej części Niemiec, niewielka liczba ze Śląska i Gdańska, reszta zaś z centrum Niemiec. W produkcję jednostek typu XXI zaangażowane było 50% całego niemieckiego przemysłu stalowego. 30 września 1943 roku budowa większości przestarzałych okrętów została zatrzymana (w przypadku niektórych jednostek nastąpiło to już 10 lipca). W konsekwencji do 6 listopada 1943 roku programy budowy tych jednostek zostały formalnie anulowane. Tego samego dnia trzy stocznie otrzymały pierwsze ogólne jeszcze kontrakty na budowę 170 jednostek typu XXI, ostatecznie łącznie 287 jednostek według następującego podziału: Blohm & Voss – 130 okrętów, Deschimag AG Weser – 87 jednostek oraz Schichau – 70. Szczegółowe kontrakty zawarto jednak dopiero w połowie grudnia Według założeń kontraktowych, budowa każdej jednostki zająć miała około sześciu miesięcy. W tym czasie 16 dni zająć miało walcowanie blach stalowych i ich transport do firm stalowych, 40 dni zająć miała produkcja surowych, pustych sekcji, 5 dni pochłonąć miał ich transport do stoczni wykańczających poszczególne sekcje (co zająć miało 50 dni), 4 dni transport do stoczni montażowych łączących ze sobą poszczególne sekcje, na co przewidziano kolejne 50 dni. Po planowanym na zakończenie tego okresu wodowaniu okrętu, 6 dni przewidziano na końcowe wyposażanie przy nabrzeżu i w doku. Ostatecznie, po 5 dniach testów stoczniowych, jednostka powinna zostać przekazana flocie. Oberkommando der Marine (OKM) – najwyższe dowództwo niemieckiej floty – nie oczekiwało jakichkolwiek oszczędności w programie produkcji, zarówno w aspekcie finansowym, jak i liczby godzin pracy. Kwestie finansowe nie były w jakimkolwiek stopniu brane pod uwagę, a jedynym kryterium i ponad wszystkimi innymi kwestiami, był czas produkcji od początku konstrukcji do pierwszych dostaw gotowych okrętów i skrócenie czasu produkcji na jeden okręt. Niemniej jednak szacunkowy koszt jednej tony okrętu wynosił 3600 marek (5,74 mln marek za cały okręt), co stanowiło kwotę porównywalną do kosztu jednostki typu VIIC (i to nawet przy uwzględnieniu faktu, że nowy typ zawierał droższe instalacje i wyposażenie).
W ramach przygotowań do budowy okrętów, celem sprawdzenia prawidłowości obliczeń i zgodności ze sobą wszystkich elementów konstrukcyjnych nowego typu, a także przebadania procesu produkcji i w celach edukacyjnych dla przedsiębiorstw biorących udział w programie, zbudowano wierny drewniany model okrętu w skali 1:1.
Budowę okrętów tego typu zainaugurowano 3 kwietnia 1944 roku, kiedy rozpoczęto prace przy ostatecznym montażu gotowych sekcji U-2501, który został zwodowany 12 maja tego samego roku i przyjęty do służby 27 czerwca 1944 roku. Pierwszym jednak okrętem, który został zwodowany, był U-3501, spuszczony na wodę 19 kwietnia 1944 roku w Gdańsku. Okręt nie był kompletny i znaleziono otwory w jego kadłubie, więc zostały one tymczasowo zaczopowane drewnianymi kołkami, okręt zaś odholowano natychmiast do pływającego doku. U-3501 nie został przyjęty do służby aż do 29 lipca 1944 roku.
| Jednostki       | Jednostki | Stocznia                  | Lata budowy |
| --------------- | --------- | ------------------------- | ----------- |
| U-2501 – U-2531 | 31        | Blohm & Voss, Hamburg     | 1943–1945   |
| U-2533 – U-2536 | 4         | Blohm & Voss, Hamburg     | 1943–1945   |
| U-2538 – U-2546 | 9         | Blohm & Voss, Hamburg     | 1943–1945   |
| U-2548          |           | Blohm & Voss, Hamburg     | 1943–1945   |
| U-2551 – U-2552 | 2         | Blohm & Voss, Hamburg     | 1943–1945   |
| U-3001 – U-3035 | 35        | Deschimag AG Weser, Brema | 1943–1945   |
| U-3037 – U-3041 | 5         | Deschimag AG Weser, Brema | 1943–1945   |
| U-3044          |           | Deschimag AG Weser, Brema | 1943–1945   |
| U-3501 – U-3530 | 30        | Schichauwert, Gdańsk      | 1943–1945   |

### Technologia produkcji typuXXI
Pierwszy etap produkcji kadłubów okrętów nowego typu miał miejsce w hutach, gdzie odpowiednie płaty blach stalowych były walcowane i cięte, wykonywano niezbędne odlewy, po czym produkowano z nich pierścienie kadłuba ciśnieniowego zwane surowymi sekcjami. Na tym etapie miało miejsce kolejne z odstępstw od zwykłego sposobu produkcji. Płaty blach nie były walcowane wzdłuż ich długości, lecz wzdłuż szerokości, po czym były łączone ze sobą w tzw. dyski tworząc obwód sekcji. W efekcie dyski tworzyły bardzo wąskie pierścienie kadłuba sztywnego o szerokości równej odległości między 2–4 wręgami. Poszczególne dyski były ze sobą spawane, tworząc w ten sposób sekcję kadłuba sztywnego. Pierwotnym powodem wyboru takiej metody była kwestia, że dyski były łatwiejsze w transporcie. Nie bez znaczenia był również fakt, iż huty wybrane dla produkcji typu XXI nie dysponowały walcami wystarczająco silnymi i długimi do wygięcia blachy o grubości 28 mm wzdłuż jej dłuższego boku. Wadą nowej metody było zwiększenie liczby spawów. Jak już wyżej wspomniano, planując budowę zakładano tolerancję ± 2 mm w średnicy kadłuba ciśnieniowego, jednak ów limit szybko okazał się trudny do utrzymania, toteż zwiększono tolerancję do ± 2,5 mm w przypadku średnicy oraz do ± 5 mm w obwodzie. Mimo to, chociaż producenci zasadniczo dotrzymywali tego limitu, podczas finalnego montażu okrętów niejednokrotnie okazywało się, że zmiany temperatury podczas produkcji pierścieni kadłuba prowadziły do nawet większych niedokładności w rozmiarach sekcji.

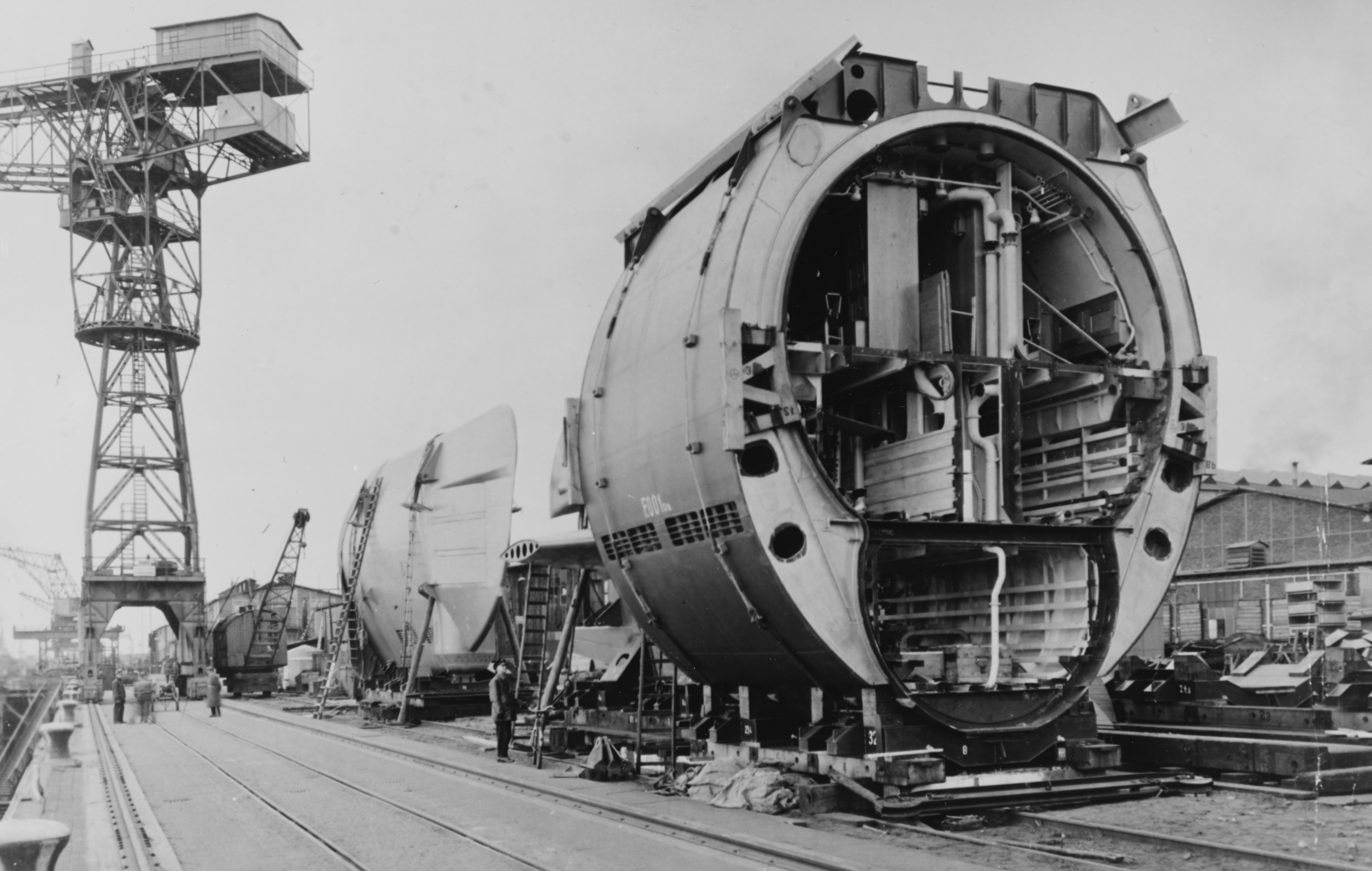
Kompletne sekcje nr 7 (dziobowa, na drugim planie) i prawdopodobnie nr 8 przed ich wyposażeniem i montażem

Następnym etapem produkcji surowych sekcji była instalacja ich struktur wewnętrznych, pokładów i zbiorników. Jedynie część tych prac była możliwa do wykonania w halach budynków, zaś prace na wolnym powietrzu niosły ze sobą wiele komplikacji, zwłaszcza w procesie spawania. Spawanie sekcji oraz ram zewnętrznych było prowadzone zwykle przy pomocy automatycznych maszyn o nazwie Elwira, w procesie przy którym elementy sekcji obracały się wokół własnej osi przed frontem maszyny. Po zakończeniu spawania każda sekcja była dokładnie sprawdzania za pomocą aparatu rentgenowskiego. Pierwsza surowa sekcja, sekcja nr 1, opuściła zakład Hannemann & Co. 18 grudnia 1943 roku.
Inne przedsiębiorstwa przemysłu stalowego zaangażowane były w budowę kadłubów zewnętrznych jednostek, tzw. górnego pokładu i grodzi. Kadłub zewnętrzny (lekki) dostarczany był wraz z odpowiednimi wręgami i grodziami. Wszystkie te elementy budowane były w wymiarach umożliwiających ich transport koleją do odpowiednich zakładów budowy sekcji, jednak duże surowe sekcje spławiane były wodnymi drogami śródlądowymi na tratwach. W tych ostatnich surowe sekcje składane były w sekcje kompletne, otrzymywały też niezbędne instalacje i silniki, z wyjątkiem tych elementów które były zbyt ciężkie – jak silniki Diesla – lub rozciągały się na dwie lub więcej sekcji – jak główne wały napędowe. Te elementy instalowane były w dużych halach. Przykładowo, już od grudnia 1943 roku w stoczni Lübecker Flenderwerke funkcjonowała 250-metrowa linia montażowa. W innych zakładach jednak, uruchomienie montażu opóźniało się skutkiem alianckich rajdów bombowych – 350-metrowa linia montażowa w Howaldtswerke w Kilonii nie była czynna aż do połowy stycznia, a linia w Deutsche Werke w tym samym mieście nie pracowała jeszcze dłużej.
Kable, które przechodzić miały wzdłuż długości kadłuba były dokładnie wymierzone, przycięte i zwinięte przy końcu sekcji nr 5. Kiosk i podnośniki peryskopów były dostarczane w całości, jednak podnośniki były odseparowane od nich, w celu łatwiejszego pozycjonowania kiosku na sekcji nr 5. Sekcja była transportowana ze schronu, w którym odbywało się jej wyposażanie przy użyciu specjalnego pontonu do wielkiego dźwigu. Ważący 12 ton kiosk ustawiany był na sekcji z milimetrową dokładnością, dokładnie w osi symetrii z najważniejszymi instalacjami okrętu i w odniesieniu do wyrzutni torpedowych.

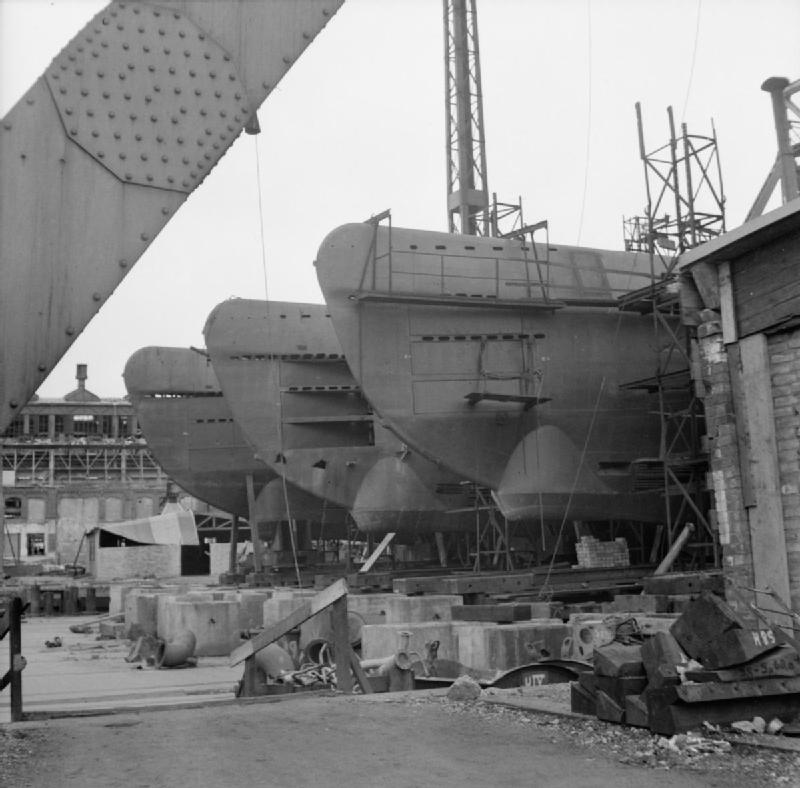
Trzy jednostki montowane równolegle na pochylni stoczni Blohm und Voss w Hamburgu, po jej zdobyciu przez wojska brytyjskie

Zgodnie z precyzyjnie ustalonymi – określonymi co do dnia – ramami czasowymi, kompletne (łącznie z malowaniem) sekcje były dostarczane droga morską do końcowych zakładów montażowych. Po ich przybyciu do stoczni, w sekcji numer 3 instalowane były silniki Diesla, wszystkie zaś sekcje łączone były ze sobą na pochylniach – po dwie jednostki jedna za drugą na każdej, po trzy równolegle do siebie. Pojedyncze sekcje ustawiane były na wspornikach poprzecznych. Odstępy między wspornikami umożliwiały ustawienie w nich 50-tonowych pras służących do dokładnego wyrównywania pionowego sekcji względem siebie. Wyrównywanie boczne i wzdłużne odbywało się za pomocą podnośników hydraulicznych przesuwających się po specjalnym torze. Ostateczne pozycjonowanie dokonywane było przy wykorzystaniu specjalnych małych otworów wywierconych we wręgach i w pomocniczych wspornikach w dokładnie wyznaczonych miejscach. Ustawienie wszystkich otworów musiało dokładnie sobie odpowiadać na całej długości okrętu, a dwóch obserwatorów przed dziobem i rufą jednostki musiało być w stanie jednocześnie dostrzec przez nie światło w okrętowym centrum kontroli w sekcji nr 5. Jednocześnie z pozycjonowaniem sekcji względem siebie, silniki Diesla były łączone z siedziskami wałów napędowych w sekcji numer 2, przez dostosowanie boczne specjalnych części wyrównujących.
Po zakończeniu wyrównywania sekcje spoczywały na poprzecznych wspornikach, a podnośniki hydrauliczne były usuwane, po czym sekcje mogły być spawane ze sobą. Dookoła krawędzi kadłuba sztywnego, w zewnętrznym kadłubie lekkim znajdowało się 80 centymetrów otwartej przestrzeni w celu umożliwienia spawaczom dostępu do kadłuba ciśnieniowego. Sekcje spawane były ze sobą przez czterech pracowników jednocześnie pracujących po przeciwległych stronach wokół obwodu kadłuba. Taka procedura była niezbędna celem utrzymania właściwego wyrównania względem siebie spawanych sekcji. Położenie kompletu siedmiu łączących osiem sekcji spawów, zajmowało zwykle osiem godzin. W celu zagwarantowania w 100 procentach prawidłowego spawu, proces spawania nie mógł być pod żadnym pozorem przerwany, toteż praca ta nie mogła być przerwana nawet podczas nalotów bombowych. W celu umożliwienia nieprzerwanego spawania w takiej sytuacji opracowano specjalne osłony zaciemniające. Ostatnim etapem łączenia sekcji było wstawienie brakujących klamer w kadłubie sztywnym i lekkim oraz zamknięcie kadłuba zewnętrznego przez przyspawanie odpowiednich pasów stali. W celu upewnienia się, iż w spawach nie występują żadne osłabione miejsca, zewnętrzne zbiorniki wypełniane były wodą pod ciśnieniem, a spawy uderzane. W wyniku takiego działania ewentualne słabsze części spoin pękały, były więc w takim wypadku rozcinane i spawane ponownie.
Po sprawdzeniu jakości spawów, w sekcji numer 2 wiercone były od zewnątrz tuleje wałów, przez które wprowadzano do kadłuba wały napędowe i łączono je z właściwymi siedziskami. Dokonywano też łączenia rur oraz kanałów między sekcjami, przeprowadzano główne okablowanie, łączono cele akumulatorów, we właściwych miejscach ustawiano peryskopy oraz chrapy. Po ostatecznym malowaniu kadłuba, okręty były gotowe do wodowania. Na tym etapie jedynymi brakującymi elementami okrętów było uzbrojenie przeciwlotnicze oraz różnorakie aparaty wchodzące w skład wyposażenia jednostek. W praktyce jednak wiele jednostek zostało zwodowanych w stanie dalekim od całkowitej gotowości. W celu wodowania tory wodowania pokrywane były smarem, a do użycia przygotowywano hydrauliczne lewary. Okręt był lekko unoszony, aby był w stanie samodzielnie zsunąć się ze wsporników. W celu zapewnienia stabilności podczas wodowania, zbiorniki trymujące i balastowe wypełniane były około 60 tonami wody. Po wodowaniu okręt był ostatecznie wyposażany przy nabrzeżu, zaś pochylnia w ciągu 8 godzin była przygotowywana na przyjęcie sekcji kolejnego okrętu.

### Hale montażowe w schronach

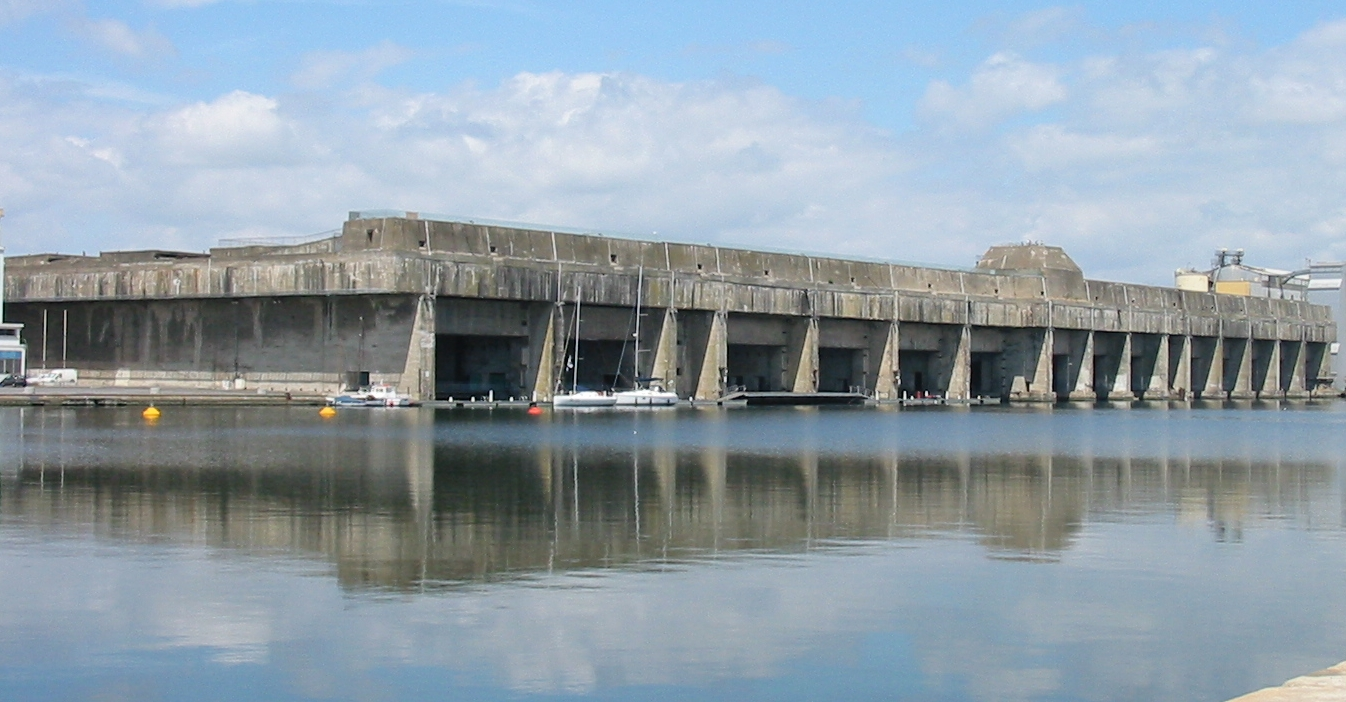
Schron U-Bootów w Breście

Z punktu widzenia zabezpieczenia procesu produkcji przed atakiem z powietrza, produkcja sekcji nie oznaczała jakiejkolwiek decentralizacji. O ile surowe komponenty „elektrobootów”, nie przedstawiające większej wartości materialnej, były produkowane w dobrze zdecentralizowanym systemie, o tyle budowa samych sekcji i w ślad za nią ich montaż, odbywały się w zaledwie kilku miejscach. Na szczególną uwagę zasługuje fakt, że sekcje nr 1, 2, 4, 7 i 8 dla obu zachodnich regionów były produkowane w zaledwie jednym zakładzie. Z tego względu Luftwaffe musiała zapewnić im dodatkową obronę przeciwlotniczą oraz osłonę myśliwską. Jak jednak dowiodły rajdy powietrzne na Hamburg między 24 lipca i 3 sierpnia 1943 roku, obrona ta była dalece niewystarczająca. Jedynie zabezpieczenie zakładów przez żelbetowe schrony mogło zapewnić prawdziwie efektywną ochronę. Pierwszy tego typu obiekt powstał na ojczystym terytorium Niemiec w 1940 roku – był to przygotowany na sześć okrętów podwodnych schron na wyspie Helgoland. Proponowano następnie budowę takich schronów w stoczniach w Wilhelmshaven, Kilonii i Hamburgu, jednak, z uwagi na niedostatki w zakresie zaopatrzenia w stal konstrukcyjną i siłę roboczą, ich budowa została odłożona w czasie. Przy pomocy organizacji Todt zdołano wybudować schrony dla U-Bootów na atlantyckim wybrzeżu Francji w Lorient, Breście, St. Nazaire i La Pallice w La Rochelle.

#### Schron Valentin w Farge

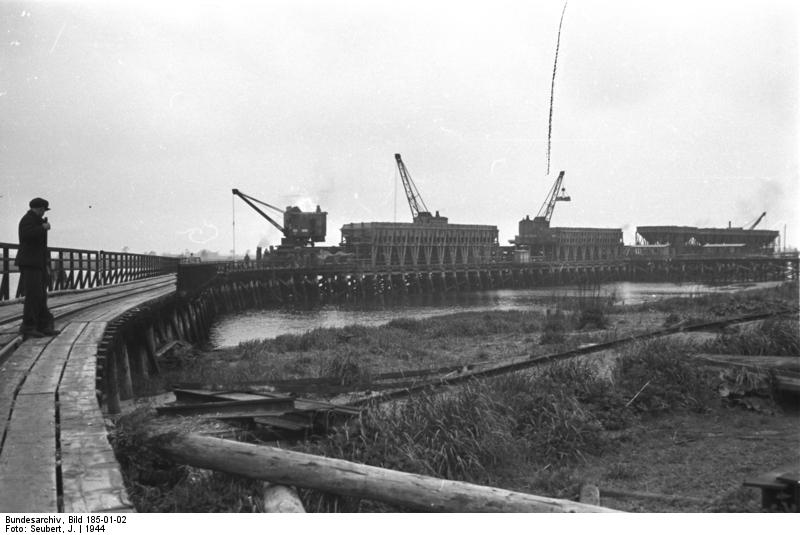
Schron Valentin w Farge w budowie

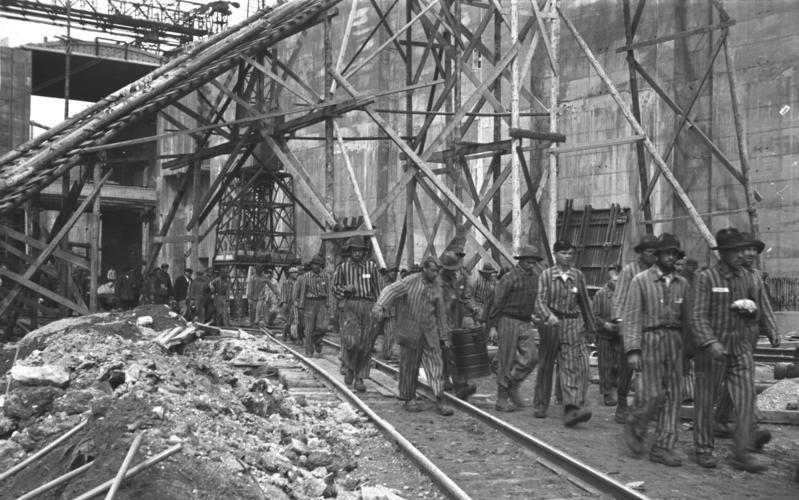
Z powodu braków wykwalifikowanej siły roboczej, przy budowie schronu Valentin zatrudniali byli więźniowie

Podobne schrony zbudowano w Norwegii: w Bergen oraz w Trondheim. Na początku 1941 roku ruszyła budowa schronu w stoczni Deutsche Werft w Finkenwerder (Hamburg). Prace rozłożone były na dwie fazy, które ukończono w październiku 1942 roku. Ukończony kompleks otrzymał nazwę Fink II. W tym samym czasie rozpoczęto budowę podobnego kompleksu o nazwie Elbe II w pobliskiej stoczni Howaldtswerke. Proponowane schrony w Wilhelmshaven i Kilonii nie doczekały się jednak początku budowy – Wilhelmshaven z powodu przeniesienia znaczniej części potencjału tej stoczni do niemieckiej bazy w Lorient, Kilonia zaś z powodu (jak uważano) dużego potencjału lokalnego systemu obrony przeciwlotniczej. Toteż dopiero na początku 1942 roku rozpoczęto budowę w Kilonii kompleksu o nazwie Kilian, w tamtejszym zakładzie Howaldstwerke. Wraz jednak ze wzmaganiem się alianckiej ofensywy bombowej na Niemcy, podjęto budowę kolejnych schronów – dużego kompleksu Valentin w Farge w Bremie na terenie stoczni AG Weser oraz drugiego schronu w Kilonii pod nazwą Konrad.

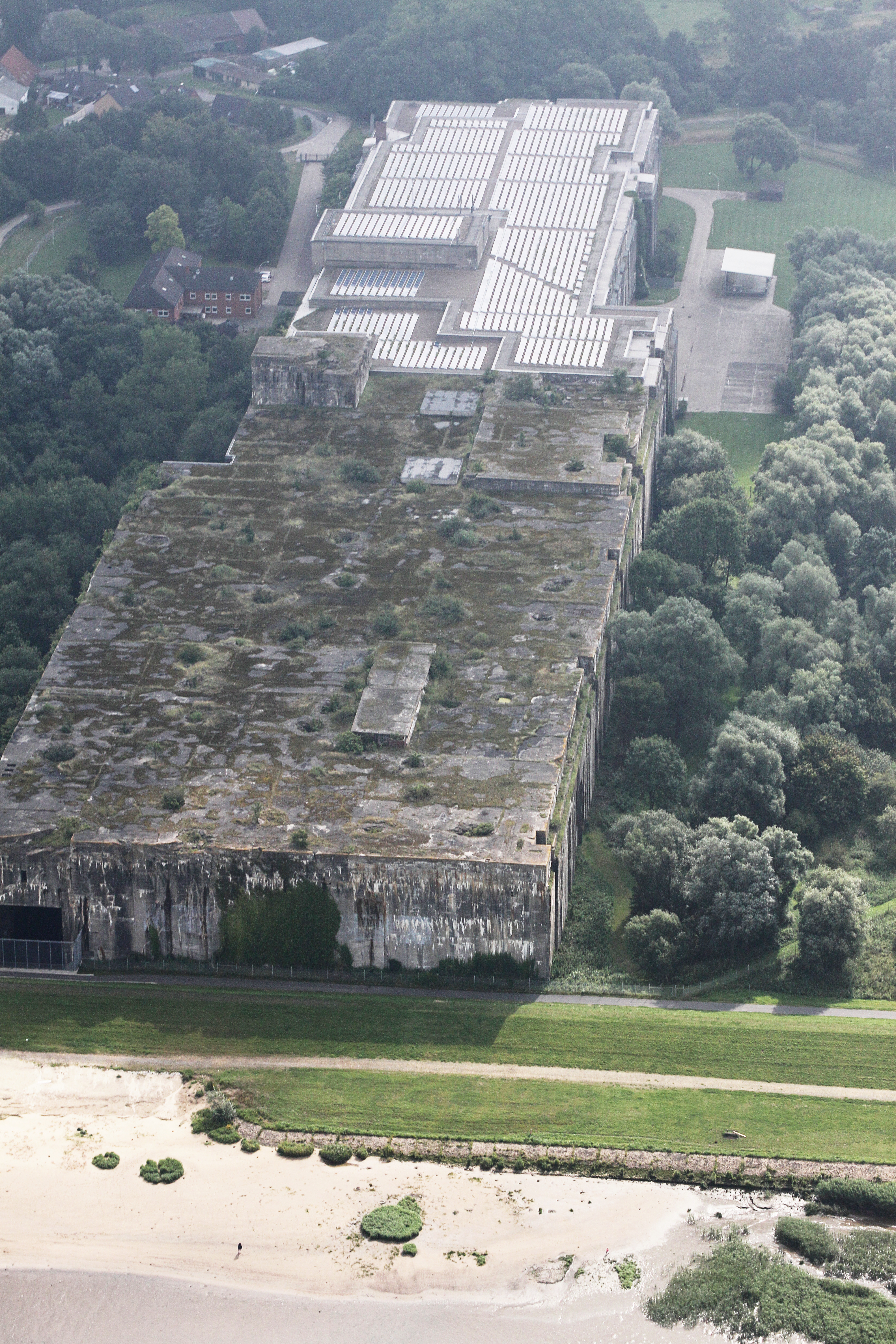
Schron Valentin. Widok współczesny.

Jesienią 1943 roku podjęto decyzję, że schron Valentin w Farge zostanie halą montażową dla jednostek typu XXI. Schron ten miał zewnętrzne rozmiary 450 × 100 m, ściany o grubości 3–4,5 m oraz zadaszenie o grubości pokrywy betonowej 7,3 metra. Wnętrze o wymiarach 430 metrów na 85,5 metra mogło pomieścić 24 pojedyncze sekcje jednostek typu XXI (dla 3 okrętów) oraz 13 gotowych jednostek. Montaż w tym schronie przebiegać miał inaczej niż na pochylniach na otwartym powietrzu. Każda sekcja pokonywać miała kolejno 12 stanowisk – od stanowiska do stanowiska, gdzie sekcje miały być łączone ze sobą – kończąc na stanowisku nr 12, gdzie nastąpić miało wodowanie okrętu (poprzez zalanie komory, w której znajdowała się jednostka, do momentu aż ta samodzielnie uniesie się z wózka, na którym przemieszczała się między stanowiskami). Zwodowany w ten sposób okręt wprowadzany miał być do basenu wyposażeniowego, a po wykończeniu był wyprowadzany przez bomboodporne wrota schronu do basenu zewnętrznego, a stamtąd do Wezery. Ten proces produkcji był jednym z najbardziej przełomowych w rozwoju technologii budowy okrętów podwodnych. Po raz pierwszy bowiem w historii okręty były budowane w hali produkcyjnej na linii montażowej, wzorem fabryk samochodów osobowych. Dzięki takiemu sposobowi montażu, na złożenie jednego okrętu w hali przewidziano 30 dni, innymi słowy – kolejne gotowe okręty powinny opuszczać hale montażową w schronie Valentin co 56 godzin. Plany przewidywały dalszą rozbudowę kompleksu, między innymi utworzenie podziemnych korytarzy łączących z innymi zakładami uczestniczącymi w produkcji jednostek typu XXI oraz podziemne magazyny. Po całkowitym ukończeniu kompleksu jesienią 1944 roku kontrola nad nim miała być objęta przez Bremer Vulkan.
Schrony zapewniały znacznie lepszą ochronę przeciwbombową dla cyklu produkcji, jednak mimo wsparcia Adolfa Hitlera admirał Dönitz nie był w stanie zwiększyć tempa ich budowy dla stoczni (zwłaszcza wobec stanowiska Alberta Speera, którego zdaniem ważniejsza była budowa schronów dla hal montażowych samolotów). Speer obiecał jednak admirałowi, że po zakończeniu budowy tych ostatnich na początku 1945 roku, większa grupa ludzi stanowiąca siłę roboczą zostanie przeniesiona do budowy schronów w stoczniach. Wobec jednak tragicznej sytuacji, w jakiej znalazły się Niemcy w 1945 roku, zarówno Valentin, jak i schron Hornisse nigdy nie zostały całkowicie ukończone.

### Tempo produkcji
Mimo że masowa produkcja okrętów typu XXI została zainicjowana na początku roku 1944, wiadomo było, iż dostępne w Niemczech zapasy ołowiu i gumy wystarczą na produkcję baterii dla zaledwie około 250 jednostek tego typu, po czym produkcja będzie musiała być podzielona między typ XXI i okręty z napędem Waltera. Dodatkowo w tym samym czasie rozpoczęto produkcję mniejszych, przybrzeżnych jednostek elektrycznych typu XXIII oraz trwały prace nad konstrukcją jednostek stanowiących szczytowe w okrętownictwie osiągnięcie niemieckiej myśli technicznej tego czasu, okrętów napędzanych pracującą w obiegu zamkniętym turbiną Waltera. Ostatecznie też, w związku ze wzrastającą liczbą alianckich operacji na wodach przybrzeżnych, Niemcy rozpoczęli także produkcję dużej liczby miniaturowych okrętów podwodnych. W rzeczywistości problemy z zaopatrzeniem w niezbędne do produkcji okrętów podwodnych surowce i materiały oraz wzrastająca od 1943 roku intensywność alianckich nalotów bombowych na niemieckie zakłady przemysłowe znacząco utrudniały budowę przez Niemcy okrętów podwodnych. Na domiar złego Niemcy stosowały praktykę porzucania budowy już rozpoczętych okrętów starszych typów, aby zwolnić miejsce i zasoby dla budowy nowszych generacji okrętów. W konsekwencji w stoczniach stały dziesiątki niewykończonych kadłubów typów poprzedzających, co stanowiło przejaw marnotrawienia szczuplejących z biegiem wojny zasobów. Wszystkie te okoliczności powodowały, że budowa okrętów typu XXI nie posuwała się w założonym tempie, liczby dostarczanych U-Bootwaffe okrętów nigdy nie osiągnęły planowanego poziomu, a w poszczególnych miesiącach liczby ukończonych jednostek przedstawiały się następująco:
| 1944     | 1944   | 1944     | 1944     | 1944        | 1944     | 1944     | 1945    | 1945 | 1945   | 1945     |
| czerwiec | lipiec | sierpień | wrzesień | październik | listopad | grudzień | styczeń | luty | marzec | kwiecień |
| -------- | ------ | -------- | -------- | ----------- | -------- | -------- | ------- | ---- | ------ | -------- |
| 1        | 6      | 6        | 12       | 18          | 9        | 28       | 16      | 14   | 8      | 1        |

Mimo iż priorytet budowy tych okrętów był wyższy niż budowy czołgów, jednostki tego typu bardzo późno weszły do służby. Jednymi z powodów była aliancka ofensywa bombowa na zakłady produkujące elementy „elektrobootów” oraz śródlądowe drogi wodne, którymi były spławiane. Amerykanie i Brytyjczycy po raz pierwszy pozyskali informację o nowym niemieckim programie budowy okrętów podwodnych w listopadzie 1943 roku, zaś prawdziwy niepokój aliantów wywołały informacje pochodzące z rekonesansu lotniczego w kwietniu 1944 roku, który ujawnił, że nowe okręty budowane są z elementów prefabrykowanych, co umożliwiało ich budowę w alarmująco szybkim tempie, jedynie sześciu tygodni na pochylni. Pierwsze szczegółowe informacje o nowych okrętach Brytyjczycy uzyskali z dekryptażu wiadomości przesłanych wiosną 1944 roku przez japońskiego attaché morskiego. Zgodnie z tymi informacjami nowe okręty podwodne były szybsze od brytyjskich korwet, niemal dorównywały prędkością fregatom, zaś jedynym skutecznym środkiem ZOP przeciw „elektrobootom” wydawały się niszczyciele. Tymczasem Royal Navy borykała się z chronicznym niedostatkiem okrętów tej klasy. Admiralicja brytyjska obawiała się, że skutkiem nowej niemieckiej ofensywy podwodnej straty aliantów przekroczą poziom z początku roku 1943. Spowodowało to odłożenie realizacji decyzji o wysłaniu na Pacyfik około 300 niszczycieli. Obiektem intensywnych ataków lotniczych stały się zakłady produkujące elementy U-Bootów, zwłaszcza silniki okrętowe oraz baterie i akumulatory, a także wszelkie urządzenia inżynieryjne niemieckich śródlądowych dróg wodnych. Naloty dotknęły więc Kanał Cesarza Wilhelma, Kanał Śródlądowy oraz Kanał Dortmund-Ems. Dzięki następnym odszyfrowanym wiadomościom szefa japońskiej misji morskiej admirała Kutsuo Abe, alianci uzyskali informacje, że na skutek bombardowań nowa niemiecka ofensywa podwodna została odłożona do wiosny 1945 roku, co jeszcze bardziej nasiliło rajdy powietrzne. Brytyjskie służby rozpoznania radiowego zaniepokojone były natomiast niemieckimi pracami nad sposobem szybkiego przekazywania wiadomości radiowych, co nie tylko uniemożliwiłoby przeprowadzane dotychczas z dużym powodzeniem radionamierzanie, lecz także przechwytywanie wiadomości Enigmy. Podczas konferencji jałtańskiej w lutym 1945 roku premier Wielkiej Brytanii Winston Churchill zażądał od Stalina jak najszybszego zdobycia Gdańska – jednego z trzech centrów produkcji U-Bootów typu XXI. Obawy przed nowym typem U-Bootów spowodowały też nasilenie brytyjskich operacji minowania Bałtyku, jako akwenu kluczowego dla niemieckiego procesu treningu załóg okrętów podwodnych. Jak wskazywał Hitlerowi admirał Dönitz, bez swobodnego dostępu do Bałtyku nowa niemiecka ofensywa podwodna nie dojdzie do skutku.
Jedną z bolączek niemieckiego programu budowy „elektrobootów” był relatywny brak doświadczenia niemieckiego przemysłu w konstrukcji i produkcji systemów hydraulicznych, jakie były zastosowane w nowych okrętach przy wszystkich systemach kontrolnych okrętów, układach peryskopowych, uzbrojenia przeciwlotniczego i pokrywach wyrzutni torpedowych. W efekcie do chronicznych opóźnień prowadziły defekty tych systemów. Nie bez wpływu na tempo produkcji pozostawała zmienność samego Hitlera. Kanclerz Rzeszy, który zasadniczo przykładał wielkie znaczenie do produkcji „elektrobootów”, podczas spotkań z Dönitzem we wrześniu 1943 i w lutym 1944 roku zapewniał go, że Niemcy podejmą wszelkie środki niezbędne dla produkcji nowych okrętów w najszybszym możliwym tempie. Budowa „elektrobootów” uzyskała najwyższy w niemieckim przemyśle priorytet, jednak w kwietniu 1944 roku Hitler niespodziewane zmienił nastawienie przyznając najwyższy priorytet produkcji samolotów myśliwskich. Spowodowało to zmiany w przemyśle i dalsze opóźnienia. Wielkim ciosem dla programu było zajęcie przez Armię Czerwoną Gdańska w marcu 1945 roku. Gdańsk z jego stoczniami Schichau i Danziger Werft był jednym z kluczowych punktów programu, zaś zajęcie także Górnego Śląska pozbawiło Niemcy dużej części niezbędnych surowców. Braki w zaopatrzeniu stoczni w węgiel i energię elektryczną znacząco odbijały się na ich efektywności. Nie bez znaczenia był także przeciągający się proces treningu załóg, który miał zniwelować m.in. problem „wieku dziecięcego” nowej konstrukcji. Sam Dönitz zaś w trosce o bezpieczeństwo marynarzy nie dopuszczał do skrócenia procesu ich szkolenia. W niemieckim procesie szkolenia, nawet trening na sprawdzonych już konstrukcjach wymagał czteromiesięcznego cyklu szkoleniowego załogi, zanim nowy okręt był kierowany do służby operacyjnej. W przypadku okrętów o całkowicie nowej konstrukcji, eliminacja usterek i szkolenie musiało oczywiście zająć znacznie więcej czasu. W efekcie wiele czynników zdecydowało o tym, że nowe okręty nie wypłynęły w większej liczbie na otwarte wody przed zakończeniem wojny. Jednocześnie produkcja tych okrętów pochłonęła olbrzymią część produkowanej energii elektrycznej oraz ogromną część produkcji stali (oblicza się, że ilość stali niezbędna do produkcji 170 zamówionych okrętów typu XXI wystarczyłaby do wyprodukowania 5100 dodatkowych czołgów).

## Konstrukcja
Typ XXI był dużym okrętem podwodnym o wyporności na powierzchni 1621 ton, o rewolucyjnym pod wieloma względami charakterze. Okręty tego typu otrzymały opływowy kadłub zewnętrzny jednostek typu XVIII Waltera, w celu wyeliminowania zawirowań wody pozbawione były kluz, knag i podstaw artyleryjskich. Zamiast dużej wystającej z kadłuba nadbudówki z platformą działa i wewnętrzną komorą ciśnieniową służącą jako centrum zarządzania podczas ataku, okręty tego typu otrzymały opływowy kiosk z łagodnymi powierzchniami spływu wody wspierającymi peryskopy i inne maszty z antenami.

### Kadłub
W całości spawane okręty zbudowane były z ośmiu prefabrykowanych sekcji. Każda z nich stanowiła element zarówno kadłuba lekkiego, jak i sztywnego, mieściła też niemal całość stałego wyposażenia okrętu przewidzianego dla danej sekcji.

#### Kadłub sztywny
Struktura konstrukcji, oraz zastosowany do budowy kadłuba sztywnego stop stali St 52 KM (52 M w przypadku niektórych jednostek) i aluminium, zapewniała okrętowi zanurzenie testowe 135 metrów (nieco więc jedynie więcej niż ich odpowiedniki zagraniczne, jednakże ich wskaźnik marginesu bezpieczeństwa wynosił 2,5 – co dawało im ogromną jak na owe czasy głębokość zgniecenia: 340 metrów – znacznie więcej niż w przypadku jakichkolwiek innych okrętów podwodnych tamtego czasu). Górna część kadłuba sztywnego miała maksymalną grubość 26 mm na śródokręciu, która zmniejszała się do 18 mm w obu kierunkach – dziobu i rufy. Z uwagi na strukturę dwukadłubową, na znacznej części okrętu możliwe było użycie wręg zewnętrznych o wymiarach 240 × 11 mm co 80 cm. Jedynie stożkowe pierścienie kadłuba sztywnego na dziobie i rufie miały wręgi wewnętrzne Wszystko to razem zapewniało okrętowi wspomnianą wyżej głębokość konstrukcyjnego zanurzenia 135 metrów; 2,5 raza bezpieczniejszą od obliczonej głębokości zgniecenia wynoszącej 330 metrów, a także 1,5 raza bezpieczniejszą od przetestowanej głębokości zanurzenia wynoszącej 200 metrów (60% głębokości zgniecenia).

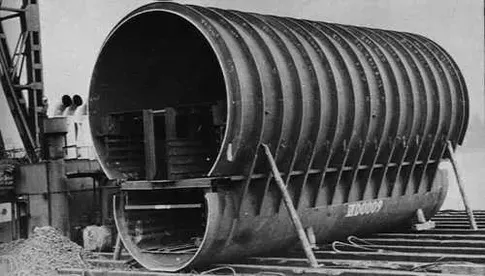
Surowa sekcja kadłuba sztywnego w zakładzie Dortmunder Union. Doskonale widoczny układ odwróconej „8”, której dolna część przeznaczona była oryginalnie na zbiornik perhydrolu w układzie Waltera, a w jednostkach typu XXI mieściła akumulatory.

Struktura kadłuba ciśnieniowego nie była jednak jednolita. Jedynie jego górna część mogła być dla celów obliczeń traktowana jako zaokrąglona. Dolna część nie mogła być traktowana jednakowo, gdyż z jednej strony wręgi górnej części zachodziły na siebie znacząco, po drugie zaś dolna część kadłuba miała drewniane belki stropowe. W konsekwencji dolna część musiała być skonstruowana bez tak dokładnych obliczeń i jej wytrzymałość musiała być sprawdzana doświadczalnie. Testy ciśnieniowe przeprowadzone na modelu w Germaniawerft pokazały, że dolna część kadłuba sztywnego jest około 10% słabsza niż jego górna część. Oznacza to, że głębokość destrukcji okrętu wynosiła 300 metrów, głębokość testowa 180, zaś konstrukcyjna głębokość zanurzenia wynosiła 120 metrów. Pierwszym okrętem, który przeprowadził testy głębokości zanurzenia, był U-2511, który 16 marca 1945 roku opuścił Kilonię i popłynął w tym celu do Horten w Norwegii. W wyniku testów przeprowadzonych we fiordzie Oslo, głębokość testowa okrętu została ograniczona do 160 metrów. Jednym z najważniejszych rezultatów tych testów było ustalenie, że zmierzone naprężenie nie wzmocnionych pokryw wyrzutni torpedowych przekroczyło założony limit osiągając wartość 4000 kg/cm². Stwierdzono też problemy przy wrędze 10.4 na rufie. Po wzmocnieniu wrót oraz wręgi w stoczni w Horten, okręt przeprowadził ponowne próby zanurzeniowe, które zostały jednak przerwane na głębokości 170 metrów. Po ich zakończeniu okręt wrócił do Kilonii. Admirał Dönitz wyraził niezadowolenie z przerwania testów, toteż 14 kwietnia 1945 roku do Horten wypłynął U-2506, już ze wzmocnionymi pokrywami wyrzutni oraz wręgą 10.4. Nie licząc głośnej implozji przymocowanej do pokładu boi akustycznej na głębokości 160 metrów, test przebiegał bez zakłóceń aż do głębokości 220 metrów. Naprężenie pokryw wyrzutni pozostawało w zakładanych granicach. Na głębokości 220 metrów implodował jednak kontener, w którym przechowywano ponton, co spowodowało przerwanie testu. Ostatnie testy zanurzeniowe przeprowadzono z użyciem U-2529, zaledwie dzień przed kapitulacją III Rzeszy 8 maja 1945 roku. Na głębokości 140 metrów stwierdzono deformację jednej z podrzędnych wręg poniżej kiosku, na głębokości 190 metrów implodowały kontenery pontonów, test zaś przerwano na głębokości 210 metrów z powodu ogromnego huku spowodowanego implozją jednego z kontenerów w pokładzie. Po natychmiastowym wynurzeniu stwierdzono, że implozje drugorzędnych elementów w najmniejszym stopniu nie zagroziły okrętowi, toteż U-2529 zanurzył się ponownie, bezpiecznie wynurzając się następnie z głębokości 220 metrów. Wiadomo również, że na początku maja tego samego roku U-3008 osiągnął dno na głębokości 170 metrów podczas testów na południe od wybrzeża Norwegii. Jak dowiodły przeprowadzone już po wojnie amerykańskie testy, mimo ustalonej znacznie mniejszej głębokości operacyjnej, okręty typu XXI mogły dość swobodnie schodzić na głębokość poniżej 200 metrów.
Zapewniająca schodzenie na taką głębokość konstrukcja opływowego kadłuba znacznie różniła się od dotychczasowych projektów. Na części swojej długości cylindryczny na zewnątrz kadłub sztywny przypominał w przekroju odwróconą cyfrę „8”. Taka konfiguracja została zaadaptowana z projektu Waltera z zamkniętym obiegiem, w którym mniejsza dolna część odwróconej „ósemki” przeznaczona była na zbiornik nadtlenku wodoru. W przeciwieństwie do innych konstrukcji okrętów podwodnych tego czasu, których dzioby były ostro zakończone na wzór jednostek nawodnych w celu zwiększenia sprawności nawodnego pływania, jednostki XXI otrzymały nieco zaokrąglony dziób. Rufa jednostek tego typu była natomiast bardzo głęboka i strzelista, co uniemożliwiało instalację rufowych wyrzutni torpedowych. Nowatorsko uformowany stabilizator/ster głębokości zwany schneiden skonstruowany został w tzw. „konfiguracji noża”.
Okręty typu XXI zaprojektowane były jako jednostki szybko zanurzające się, toteż konieczne stało się umieszczenie w ich kadłubach zewnętrznych licznych otworów zalewowych i wentylacyjnych. Zwiększały one jednak opory i powodowały turbulencje, co niekorzystnie wpływało na głośność jednostki oraz zużycie energii. Po szeregu badań na holowanym modelu ustalono kompromisowy stosunek otworów zalewowych do całości powierzchni kadłuba wynoszący 1,98%, co z jednej strony zwiększyło opory o 15%, z drugiej zaś pozwalało na całkowite zanurzenie w czasie 25 sekund. Przy takim drastycznym zmniejszeniu powierzchni otworów zalewowych – bo aż o 2/3 względem pierwotnych planów – podczas przeprowadzonych 21 listopada 1944 roku testów U-3507 osiągnął prędkość podwodną 17,2 węzła przy 3100 kW (2 × 2100 KM). W finalnej jednak wersji, w której powierzchnię otworów zmniejszono o 1/3, U-3507 – który nominalnie powinien był być w stanie pływać pod wodą z prędkością 18 węzłów – 30 listopada 1944 roku osiągnął prędkość 16,8 węzła przez 20 minut oraz 16,5 węzła przez godzinę. Zmiany zanurzenia okrętu wspomagane były za pomocą umieszczonych na dziobie i rufie zbiorników trymujących. Kontroli zanurzenia służyły także umieszczone pod przedziałem torpedowym zbiorniki kompensacyjne.
Słabą stroną okrętu był bardzo duży promień skrętu, będący efektem zastosowanych w okręcie bocznych powierzchni sterowych. W położeniu podwodnym w optymalnych warunkach – przy wychyleniu steru o 25° oraz ruchu jedynie jednej śruby i prędkości 11 węzłów, promień skrętu wynosił około 365 metrów. Przy ruchu dwóch śrub działających z maksymalną prędkością obrotową oraz prędkości okrętu wynoszącej 6 węzłów promień skrętu sięgał 450 metrów. Podczas zaś pływania nawodnego promień skrętu sięgał 800-1000 metrów. Oznaczało to niemal dwukrotnie większy promień skrętu niż we wcześniejszych jednostkach tej samej wielkości i było źródłem problemów przy manewrowaniu na powierzchni. Dwa wały napędowe jednostek typu XXI były nieznacznie odchylone na zewnątrz, co powodowało nieprzewidziany wcześniej efekt – w trakcie wykonywania zwrotu w celu zmniejszenia promienia skrętu wewnętrzna śruba musiała pracować z większą prędkością od śruby zewnętrznej względem kierunku skrętu.

#### Kiosk i kadłub lekki
Kiosk okrętów tego typu był podobny do tych samych elementów wcześniejszych typów w zakresie swoich rozmiarów, ożebrowania oraz użytych materiałów, z wyjątkiem górnej części wykonanej specjalnego materiału Wh OMO o ciągliwości 55 kg/mm², w którego skład wchodziły m.in. węgiel, krzem, mangan oraz wanad. Kadłub lekki otaczał cały okręt, nie zawierał nadbudówki jako takiej, w wielu zewnętrznych sekcjach został zbudowany w postaci zewnętrznych zbiorników siodłowych (ang. saddle tanks), rozciągających się wzdłuż górnej części kadłuba sztywnego, zaś swobodnie zalewane przestrzenie poniżej pokładu ograniczone były do jedynie tych części struktury, która otaczała rurociągi lub stanowiły wycięcia dostępowe. Kadłub lekki mieścił rufowe i dziobowe wodoszczelne zbiorniki Wasserdichte, których zalanie umożliwiało szybsze zanurzenie się okrętu, pięć głównych zbiorników balastowych, siedem zbiorników paliwa, dwa samoregulujące się zbiorniki swobodnie zalewane wodą: paliwa (Regelbunker) oraz wyrównawczy (Regelzelle). W przestrzeni między kadłubem lekkim i sztywnym, znajdowały się także zbiorniki szybkiego zanurzania, jednakże w niektórych jednostkach tego typu poprzez usunięcie zaworów zalewowych zmieniono ich rolę i służyły odtąd jako dodatkowe zbiorniki paliwowe. Kadłub lekki otaczał także szereg sekcji balastowych, z których każda rozciągała się aż do pokładu wzdłuż przedziału torpedowego, a także dużą swobodnie zalewaną przestrzeń na rufie po bokach okrętu. W przeciwieństwie do wcześniejszej praktyki zbiorniki nie zostały rozmieszczone horyzontalnie, lecz umieszczono je jeden nad drugim. W celu dostosowania ich do fizycznego kształtu okrętu oraz zapewnienia stabilności zmieniono konstrukcję ich wewnętrznych grodzi.

### System napędowy
Zmniejszenie liczby otworów zalewowych zredukowało opór ponad linią wodną do około 1/6 oporu, jaki pokonać musiały jednostki wcześniejszych typów. W celu jego dalszej redukcji zmniejszone zostały także zewnętrzne zamknięcia zbiorników balastowych. Te modyfikacje, połączone z ulepszonymi bateriami i podniesieniem napięcia zasilającego silniki elektryczne, zwiększyły prędkość podwodną typu XXI niemal dwukrotnie względem wcześniejszych konstrukcji.

#### Układ elektryczny
Najważniejszą innowacją typu XXI była instalacja elektryczna o dużej mocy umieszczona w sekcji turbiny oryginalnej konstrukcji typu XVIII. W jej skład wchodziły m.in. noszące kryptonim „Hertha” 2 silniki elektryczne GU365/30, produkowane w kooperacji przez SSW (Siemens-Schuckertwerke) i AEG (Allgemeine Elektricitäts-Gesellschaft). Były to dziesięciobiegunowe niezależnie wzbudzane silniki bocznikowe o prędkości obrotowej 350 rpm i o mocy 5000 KM (według niektórych źródeł 5400 KM), po 2500 KM każdy. Najważniejszym elementem układu napędu bezpośredniego okrętów był spełniający najwyższe wymagania komutator, konstrukcja zaś wirnika oparta była na rozwiązaniach wysokoobrotowych silników kolejowych. Każdy z dwóch silników miał średnicę 1,3 metra, długość około 3 metrów i masę 10,33 tony, przy długości napędzanych przez nie bezpośrednio wałów wynoszącej 3,26 metra.

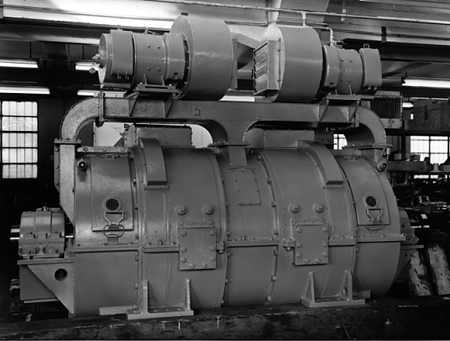
Silnik elektryczny GU365/30 „Hertha” o mocy 2500 KM

Jednostki typu XXI otrzymały także dwa małe ośmiobiegunowe zewnętrznie wzbudzane silniki elektryczne GW323/28 („cichego napędu”), dla celów operacji z niewielką prędkością, o mocy 83 kW/113 KM każdy, prędkości obrotowej 350 obr./min i napięciu 360 wolt. Bez przekładni zębatej, silniki te napędzały wały poprzez przez system 12 pasów. Dzięki nim okręt zdolny był do bardzo cichego poruszania się z prędkością do sześciu węzłów (z wyjątkiem prędkości w zakresie między 4,3 i 5 węzłów), a przy prędkości 5,5 węzła zapewniały pokonanie pod wodą dystansu 320 mil morskich (595 km). Stanowiło to bezprecedensowe osiągnięcie w zakresie zdolności do długotrwałego pływania podwodnego. Silniki umieszczone były na gumowej podstawie, co wraz z innymi zastosowanymi technologiami zmierzało do zmniejszenia poziomu hałasu generowanego przez okręt. Nawet podczas używania głównych silników elektrycznych jednostki typu XXI były cichsze niż współczesne im odpowiedniki amerykańskie. Okręty wyposażone były w sześć zestawów akumulatorów, każdy po 62 ogniwa, 1300 Ah, typu 44 MAL 740E. Razem, posiadały one dwu- lub trzykrotną pojemność akumulatorów wcześniejszych typów okrętów, co znacząco zwiększało prędkość podwodną oraz zasięg w zanurzeniu.
W układzie kontrolnym systemu elektrycznego okrętu, zastosowano metodę konstrukcji planowaną pierwotnie dla jednostek VIIC/42 – rozdzielnic elektrycznych w kształcie cylindra. W odróżnieniu jednak od rozdzielnic dla tych ostatnich jednostek, dla okrętów typu XXI SSW opracował elementy przełączające w formie wałka, co z kolei wymagało zastosowania podwójnych zamiast pojedynczych krzywek. Dzięki temu i innym zastosowanym rozwiązaniom, znacząco wzmocniono odporność rozdzielnic na wstrząsy oraz uderzenia, zmniejszono przestrzeń zajmowaną przez rozdzielnice oraz uzyskano łatwiejszy dostęp do nich – ewentualne naprawy wymagały jedynie zdjęcia osłony. Podobnie jak w przypadku silników, główne rozdzielnice zostały opracowane we współpracy AEG i SSW, pracujących na tych samych schematach, modelach itp., zaś masowa produkcja rozdzielnic była prowadzona w należących do nich zakładach w Berlin-Siemensstadt i Berlin-Treptow.

#### Napęd spalinowy

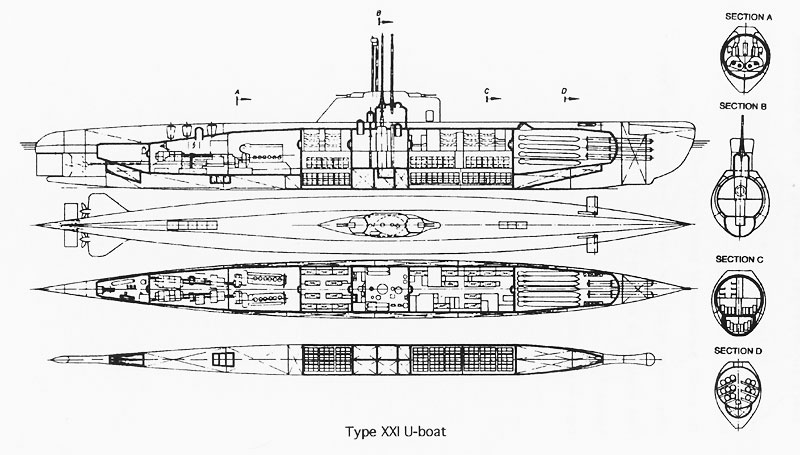
Schemat jednostki typu XXI

W zakresie napędu okrętu na powierzchni, projektanci powrócili do programu rozwojowego, który był wcześniej prowadzony dla jednostek typu VIIC/42. W efekcie opracowano sześciocylindrowe, czterosuwowe silniki wysokoprężne z turbodoładowaniem MAN M6V 40/46 o mocy 2000 KM każdy, o maksymalnej prędkości obrotowej 522 rpm. Ich mniejsza wydajność, w porównaniu z silnikami MAN M9V 40/46 o mocy 2200 KM, kompensowana była przez turbosprężarkę gazów wylotowych BBC Büchi. Maksymalną moc układu obliczono na 2000 KM przy 522 rpm silnika i 12 240 rpm turbosprężarki. Okręty typu XXI zabierały 228 ton paliwa, łącznie zaś z paliwem w zbiornikach regulacyjnych (niem. Regelbunker) 250 ton.
Z naładowanymi akumulatorami nowe okręty były w stanie płynąć pod wodą z prędkością 18 węzłów przez 1,5 godziny, bądź z prędkością 12 do 14 węzłów przez 10 godzin. Przy prędkości ekonomicznej (6 węzłów) zdolne były do cichego podróżowania podwodnego przez 48 godzin. Szacunkowy zasięg nawodny „elektrobootów” przewyższał zasięg jednostek typu IXC, czyniąc możliwym operacje na całym Atlantyku bez konieczności zaopatrywania podczas przejścia. Prędkość nawodna tych jednostek wynosząca 15,6 węzłów nie dorównywała prędkościom osiąganym przez inne współczesne im typy okrętów, nie była ona jednak uważana za zbyt istotny parametr.

### Sensory i kontrola ognia

#### Sonar GHG
Z uwagi na brak efektywnego radaru do poszukiwania i ataku na wrogie jednostki Niemcy wyposażyli typ XXI w pasywny sonar niskiej częstotliwości GHG (Gruppenhorchgerät). Sonar ten stanowił najbardziej zaawansowane urządzenie detekcji akustycznej w służbie jakiejkolwiek marynarki. Wykrywanie celów na dalekich dystansach za pomocą sonaru niskiej częstotliwości jest niezmiernie trudnym zadaniem – wymagało bowiem bardzo dużej anteny. Wiązka akustyczna na danym kierunku może być formowana przez zastosowanie odpowiedniego opóźnienia (fazy) dla każdego elementu anteny z osobna. W niemieckiej antenie pasywnej GHG stałe linie opóźnienia tworzyły ekwiwalent prostej anteny przybierający kształt podkowy. Obrót komutatora w zależności od linii opóźnienia odwracał wiązkę. Jak we wszystkie sonarach tego czasu, zakres obróbki uzyskiwanych danych był bardzo ograniczony. Operator dysponował jedynie prostownikiem do uwypuklenia odgłosów śruby napędowej celu i podobnych dźwięków. Nie istniała wówczas żadna możliwość przeniesienia wysokich częstotliwości sygnału w dół, do zakresu słyszalnego.

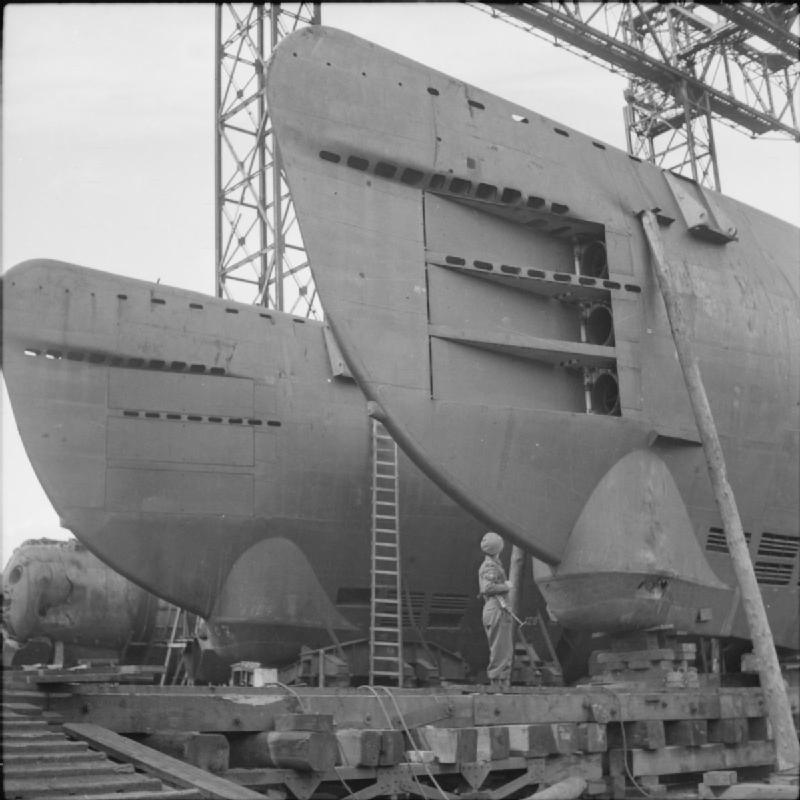
Dwie nieukończone jednostki typu XXI w Bremie. W dolnej części kadłubów widać balkony sonaru GHG. W jednostce na pierwszym planie widoczne wyrzutnie torpedowe kalibru 533 mm z niezainstalowanymi jeszcze pokrywami.

Alianci odkryli GHG po raz pierwszy w 1941 roku, gdy Brytyjczycy zdobyli U-570. Okręt ten miał 48 hydrofonów równo rozmieszczonych w zewnętrznej powłoce dziobu, które tworzyły okrąg o średnicy ok. 2,5 metra. W dobrych warunkach U-570 mógł wykryć cel w odległości do 10 mil morskich – daleko większej niż alianckie sonary WFA i JT instalowane od roku 1945. Następnym krokiem Niemców, w 1943 roku, był montaż hydrofonów w umieszczonej poniżej dziobu, pod kilem, gondoli o średnicy 2 metrów, zwanej „balkonem”. Taka dyslokacja anten rozwiązywała problem właściwego rozmieszczenia połówek zestawu anten, jaki występował na U-570, a który wykluczał dobre śledzenie celu znajdującego się mniej lub bardziej na wprost dziobu okrętu. Płynący na powierzchni z prędkością 7–9 węzłów U-Boot zdolny był do wykrycia średniej wielkości jednostki pływającej z odległości ok. 5 kilometrów. Przejęty jednak po wojnie przez Stany Zjednoczone okręt U-2513 typu XXI podczas podwodnego poruszania się z maksymalną prędkością zdołał wykryć cel z odległości ok. 9,1 km. Wymontowany z tego okrętu GHG został w 1949 roku zainstalowany na amerykańskim okręcie GUPPY II USS „Cochino” i stał się punktem wyjścia powojennego rozwoju amerykańskich sonarów pasywnych. Sonar tego typu został także przejęty przez Francję oraz Związek Radziecki, powojenne Niemcy dokonały natomiast jego rewitalizacji, gdy przystępowały do odbudowy swojej floty podwodnej.
Sonar GHG był kluczem do zaawansowanego systemu kontroli ognia zastosowanego w XXI. Układ ten umożliwiał dokładność nasłuchu do ±1°. W sprzyjających warunkach przewodzenia fali akustycznej przez warstwy wody, GHG był w stanie wykryć pojedynczy statek z odległości 20 km, konwój zaś z odległości 100 km. 9 kwietnia 1940 roku, za pomocą GHG, KKpt Günther Prien wykrył odgłosy bombardowania, które jak sądził było atakiem na dowodzony przez niego U-47, podczas gdy jak się później okazało, stanowiło ślad akustyczny bombardowania brytyjskiej formacji nawodnej przez niemiecki samolot w odległości 100 mil morskich od jego okrętu.

#### Namierniki, radar i peryskopy

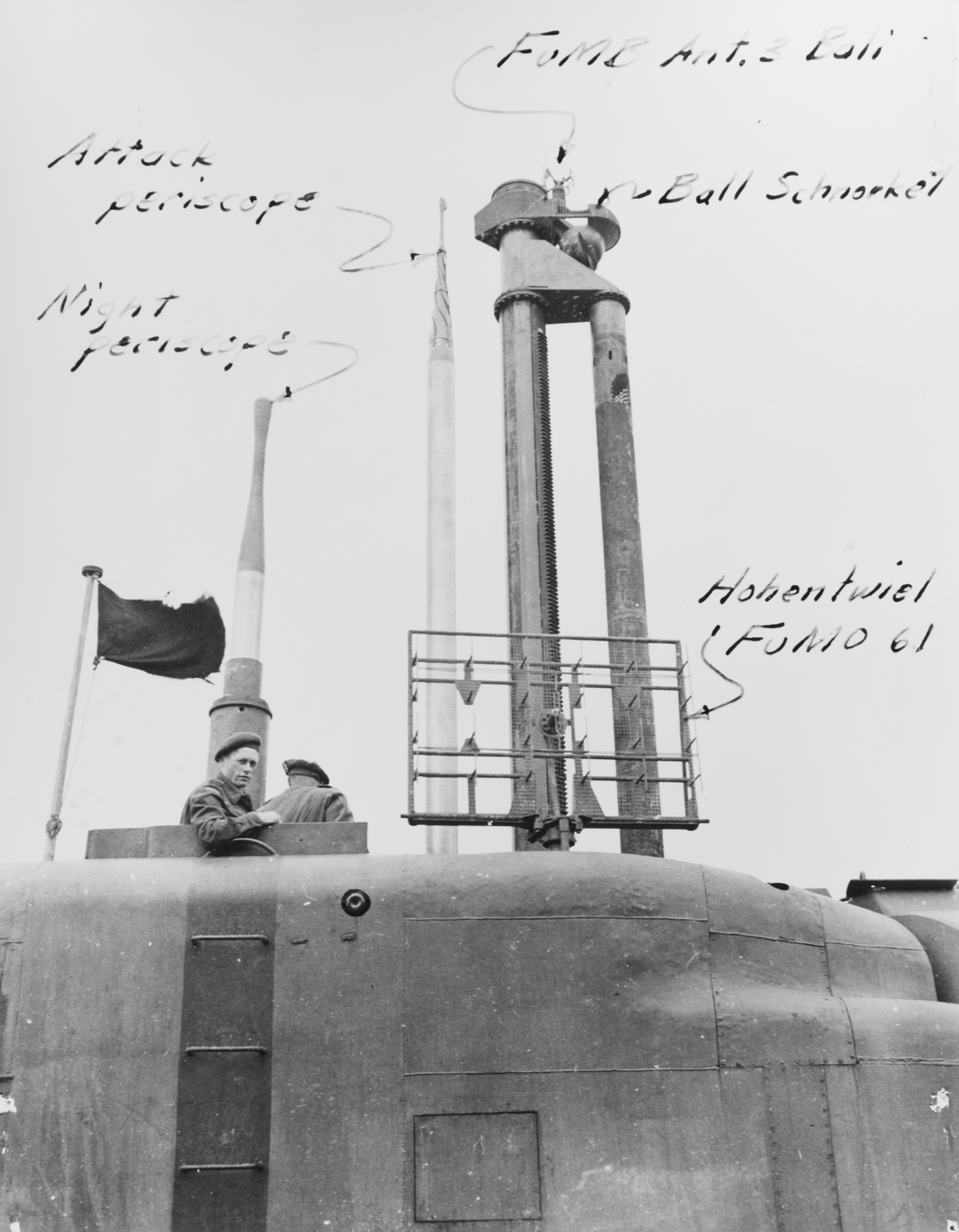
Fragment kiosku z widocznymi w kolejności od lewej: peryskopem nocnym, peryskopem bojowym, chrapami i radarem FuMo65

Projekt jednostek XXI zakładał instalację w okrętach peryskopów o długości 7,5 metra. Przeprowadzone jednak w Stanach Zjednoczonych badania wykazały, że obok szeregu innych faktycznych zmian względem pierwotnego projektu przynajmniej niektóre okręty otrzymały peryskopy o długości 9 metrów, co miało doniosłe znaczenie praktyczne, umożliwiając pozostawanie na większej głębokości w trakcie optycznej obserwacji powierzchni morza. W celu zwiększenia możliwości rozpoznania oraz detekcji, wszystkie U-Booty tego typu wyposażono w radar FuMo65 Hohentwiel-Drauf, stanowiący morską wersję używanego przez Luftwaffe radaru FuMo 200 Hohentwiel.
W sytuacji okrętów podwodnych mających znaczną część czasu spędzać pod wodą, istotna stała się zdolność do wykrywania i namierzania obiektów podwodnych. Instalacja urządzeń S-Gerät (Sonder-Gerät für aktive Schallortung) była planowana już w 1938 roku, gdy rozpoczęła się budowa okrętów typu VIIC. Jednak prace nad tym urządzeniem, mierzącym dystans i kierunek obiektów w wodzie przez obróbkę sygnału odbicia akustycznego, napotkały na opóźnienia. Gdy zaś w pierwszych wersjach zaczęły wchodzić w skład wyposażenia okrętów, były niechętnie używane przez dowódców jednostek, bowiem ich sygnał akustyczny mógł być wykrywany przez nieprzyjacielskie jednostki ze znacznie większej odległości niż one same mogły być wykryte. Ulepszone urządzenie o nazwie SU-Anlage (SU=S-Aparat dla U-Bootów) „Nibelung”, zostało zaprojektowane dla jednostek typu VIIC/42. Urządzenie to z punktową dokładnością było w stanie wskazać pozycję i przybliżoną prędkość wykrytego obiektu, używając jedynie niewielkiej liczby impulsów o mocy 4,4 kW, częstotliwości około 15 kHz oraz długości impulsu 20 ms, na podstawie których było praktycznie niemożliwe uzyskanie przez przeciwnika namiaru bojowego. Obrotowe magnetostrykcyjne oscylatory tego typu w jednostkach XXI montowane były od końca 1944 roku na przedniej krawędzi kiosku, które to miejsce wydawało się  optymalne do tego celu. Pozwalało ono uzyskać namiar na obiekt przy kącie obserwacji od 0 do około 100°, dokładność kierunkową zaś oceniano na 0,5°.
Specjalnie zaprojektowane do ataku systemy akustycznego namiaru (prędkości, odległości oraz wykreślania kursów) połączone były ze specjalnym urządzeniem „programowanego ognia” do atakowanego konwoju. W chwili znalezienia się okrętu pod konwojem, dane zebrane i konwertowane przez GHG i „Nibelung” automatycznie przekazywane były do torped LUT, które były odpalane salwami po 6 sztuk. Po wystrzeleniu torpedy rozchodziły się w formie wachlarza, dopóki jego szerokość nie pokryła szerokości konwoju. W tym momencie torpedy rozpoczynały wykonywać zaprogramowane pętle w poprzek kursu konwoju, pokrywając cały obszar na którym znajdował się konwój, i w teorii zapewniały trafienie (z 95–99% prawdopodobieństwem) sześciu jednostek o długości 60 do 100 metrów. W przeprowadzonych strzelaniach testowych taka skuteczność została rzeczywiście potwierdzona.

### Uzbrojenie
Głównym zadaniem typu XXI było zwalczanie alianckich statków handlowych. Przeznaczone do prowadzenia operacji patrolowych wyłącznie w zanurzeniu, jednostki tego typu pozbawione były broni artyleryjskiej, z wyjątkiem dwóch podwójnych zestawów lekkich działek przeciwlotniczych kalibru 20 mm (w niektórych jednostkach 2 x podwójne 30 mm) umieszczonych na przednim i tylnym końcu struktury kiosku. Działka te przeznaczone były do obrony przed atakującymi samolotami wyłącznie podczas przejścia U-Boota do i z jego chronionego schronu przeciwbombowego do głębokich wód, w których mógł się zanurzyć.

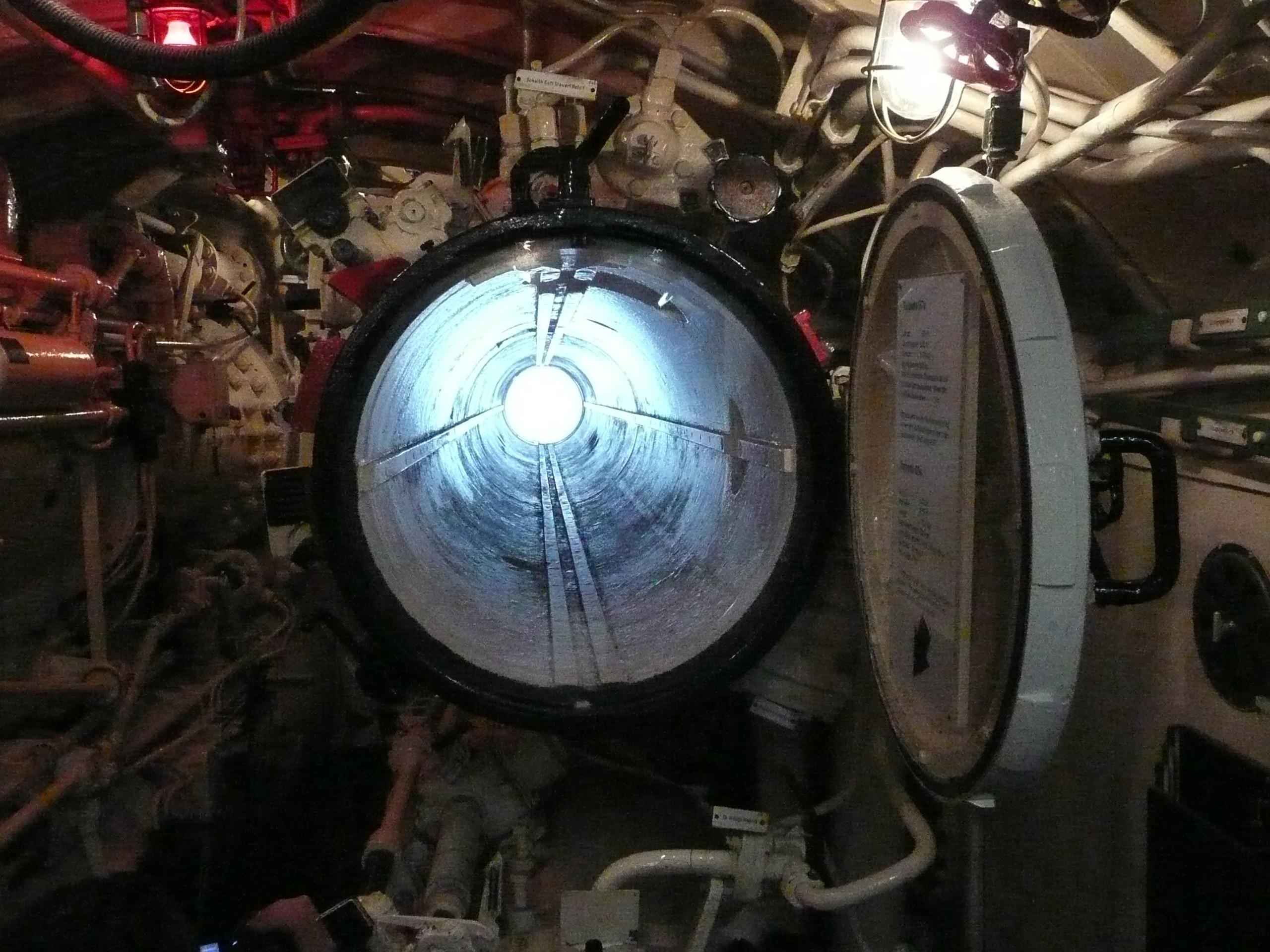
Wyrzutnia torpedowa „Wilhelm Bauer” (ex-U-2540)

Sześć wyrzutni torpedowych umieszczono w dziobie okrętów; przedział torpedowy – najdalej w przód wysunięty spośród wszystkich sześciu przedziałów – mógł zmieścić siedemnaście torped zapasowych. Wraz z sześcioma torpedami załadowanymi w wyrzutnie stanowiło to duży ładunek, jednak w trakcie długotrwałych patroli, do jakich okręty te były przeznaczone, niezbędne było okresowe rozładowywanie torped z wyrzutni celem ich konserwacji, przetestowania i ewentualnych reperacji. Z konieczności – z uwagi na potrzeby w zakresie przestrzeni – ograniczało to normalny ładunek torped do prawdopodobnie 20 sztuk. Podczas gdy standardem epoki był ręczny załadunek torped do wyrzutni z wykorzystaniem systemu rolek, Niemcy wprowadzili do typu XXI istotną innowację w postaci półautomatycznego, hydraulicznego systemu przeładowywania wyrzutni. Po wystrzeleniu salwy 6 torped znajdujących się w wyrzutniach druga salwa mogła być odpalona po 10 minutach, trzecia zaś po upływie pół godziny. Według Eberharda Rösslera – jednego z czołowych autorów specjalizujących się w tematyce niemieckich okrętów podwodnych – szybki system przeładowczy miał w założeniu umożliwiać wystrzelenie do 18 torped w ciągu 20 minut. Stanowiło to znacznie większą szybkostrzelność niż w poprzednich typach jednostek. Kompensacja zmiany masy okrętu po opróżnieniu wyrzutni następowała przez użycie wewnętrznych zbiorników kompensacyjnych umieszczonych pod przedziałem torpedowym. Przed strzałem miało miejsce zalanie wyrzutni wodą ze zbiornika kompensacyjnego, po wystrzeleniu zaś torpedy opróżniona wyrzutnia zalewana była wodą morską, która po ponownym zamknięciu pokrywy wyrzutni była przepompowywana do zbiornika kompensacyjnego, wyrównując w ten sposób zasób wody oraz wyważenie okrętu do poziomu sprzed strzału.
Niezależnie od szybkiego systemu przeładowczego w nowych okrętach, liczba wyrzutni torpedowych gotowych do strzału w każdym czasie była nieadekwatna do potrzeb. W jednostkach Waltera sekcja turbiny była zamknięta przez grodzie, co czyniłoby dostęp do ewentualnych rufowych wyrzutni torpedowych wysoce utrudnionym; wąski zaś, opływowy profil rufy całkowicie uniemożliwiał ich instalację. Typ XXI miał niemal identyczny kształt kadłuba jak typ XVIII, toteż z jednostki Waltera przejął cały system uzbrojenia, a jakakolwiek zmiana wymagałaby całkowitej rewizji projektów i w efekcie dalsze opóźnienia. Rozwiązaniem tego problemu wydawało się zwiększenie liczby wyrzutni przez ich instalację pośrodku okrętu ze skierowaniem ich ukośnie w tył. Taki układ zyskał w późniejszym czasie nazwę „Schneeorgel”.

Ścieżka ataku niemieckiej torpedy LUT. Rysunek przedstawia model uproszczony. W rzeczywistości, torpeda była w stanie dostosowywać swój ogólny kierunek ruchu w zależności od zmian kursu konwoju.

Propozycja zmierzała do umieszczenia w jednostkach typu XVIII (powstać by miały w ten sposób jednostki typu XXIV) dodatkowych dwóch potrójnych bądź dwóch poczwórnych wyrzutni bocznych. Oznaczało to wzrost wyporności na powierzchni z 1485 ton do około 1800 ton. Prowadzono także dyskusje nad innym rozwiązaniem, z 12 wyrzutniami bocznymi (2 × 2 × 3) przy około 1900 ton wyporności. Przy zachowaniu jednak dotychczas zakładanego układu energetycznego Waltera, oznaczało to, iż maksymalna prędkość podwodna spadłaby z 24 w typie XVIII do 21 w typie XXIV. Odpowiadające tym wariantom okręty XXI zostały oznaczone jako odpowiednio typ XXIB (2 × 3 wyrzutnie boczne) oraz XXIC (2 × 2 × 3). Projekty te nigdy nie doczekały się jednak realizacji.
Jednostki typu XXI miały być wyposażone w torpedy LUT oraz T11. Pierwsza z nich była torpedą poszukującą celu według zaprogramowanego wzoru własnego ruchu, druga natomiast wyposażona miała być w pasywny, akustyczny układ naprowadzania. Druga z nich miała być niemiecką odpowiedzią na stosowanie przez aliantów akustycznych celów pozornych. Rozwój torpedy T11 o zasięgu 5700 metrów przy prędkości 24 węzłów (44 km/h) został jednak przerwany przez kapitulację Niemiec. W tym samym czasie rozwijano również konstrukcje torped naprowadzanych akustycznie za pomocą zainstalowanego w nich sonaru aktywnego oraz torped naprowadzanych przewodowo z wykorzystaniem sonaru zainstalowanego w okręcie.
Torpeda LUT była wersją rozwojową torpedy FAT. Przez zastosowanie nowego połączenia w mechanizmach odpowiedzialnych za wykonywanie pętli, LUT zdolna była do dokonywania zmian swojego ogólnego kursu odpowiednio do zmian kursu podejmowanych przez przeciwnika. W efekcie torpeda ta mogła być wystrzeliwana pod dowolnym kątem względem niego. Ścieżka przebiegu atakującej torpedy przybierała postać zygzakowania z regulowaną prędkością od 5 do 21 węzłów. Wersja LUT I została zbudowana w korpusie torpedy G7e T IIIa, a baterie elektryczne zapewniały jej zasięg 9 kilometrów. W przeprowadzonych między 9 października a 9 grudnia 1943 roku testach torpedy z pokładu U-970, użyto 60 torped na ogólną liczbę 233 strzałów. Rezultaty tych testów były bardzo satysfakcjonujące, toteż w lutym 1944 roku torpeda T IIIa z systemem LUT uzyskała status operacyjny, a do 1 lipca tego roku wyposażono w nią około 50 okrętów.

### Wyciszenie
W odpowiedzi na anglosaskie sonary, Niemcom udało się skonstruować i zbudować bardzo ciche jak na owe czasy okręty. Jak wykazały powojenne badania amerykańskie przeprowadzone na U-2513, niemieckie jednostki były znacznie cichsze niż amerykańskie fleet submarines. Generowany przez „elektrobooty” przy prędkości 6 węzłów w zanurzeniu poziom hałasu nie przekraczał poziomu generowanego przez współczesne im amerykańskie jednostki przy prędkości 2 węzłów. Jak wykazały powojenne badania, wpływał na to fakt, że przy maksymalnej prędkości podwodnej z użyciem silników elektrycznych nie występowały wibracje, zaś wzrost poziomu generowanego hałasu był bardzo nieznaczny – poza momentami przyspieszania bądź zwalniania. Jak wykazały testy przeprowadzone w 1946 roku przez marynarkę amerykańską, okręty typu XXI znajdując się na głębokości większej niż 200 metrów były niewykrywalne dla amerykańskich okrętów nawodnych.

### Warianty okrętów typuXXI
8 października 1943 roku podjęto dyskusje na temat potrzeby i możliwości produkcji nowych okrętów transportowych. Proponowany typ XX zderzył się jednak z pilną koniecznością produkcji jednostek typów XXIII w Deutsche Werke i sekcji XXI w stoczni Vegesack. Jako jedno z możliwych alternatywnych rozwiązań rozważano przystosowanie okrętów typu XXI do transportu i zaopatrzenia. Prowadzono pewne prace nad modyfikacją projektu XXI w celu umożliwienia jednostkom tego typu pełnienia roli podwodnych tankowców. Rozważano w tym celu całkowite usunięcie z projektów jednostek typu XXIC 18 wyrzutni torpedowych oraz redukcję liczby baterii akumulatorów o połowę. Inna propozycja dotyczyła projektu jednostek XXID. W jej ramach proponowano pozostawić bez zmian system napędowy i znaczną część instalacji jednostek typu XXI, wyrzutnie torpedowe zastąpione miały być jednak warsztatem, powiększone miały być zbiorniki trymujące, powiększony miał być górny pokład i zainstalowane urządzenia niezbędne do transferu oleju napędowego, planowano też zmiany architektury wewnętrznej w celu pomieszczenia pomp i niezbędnych rurociągów, powiększone miały zostać chłodziarki w celu zwiększenia przestrzeni na zapasy żywności. Wzmocnienia siły obrony przeciwlotniczej dokonać miano instalując nowy mostek na kiosku, który mieścić miał podwójne działa przeciwlotnicze kalibru 3,7 cm z tyłu kiosku oraz dwa podwójne działka M38 kalibru 2 cm. Przewidziano także dodatkowy balast. Na rufie postanowiono zainstalować nowy ciśnieniowy zbiornik paliwa, który w drodze powrotnej miał spełniać rolę zbiornika kompensacyjnego po niekorzystnych zmianach ciężarów na okręcie skutkiem wyładowywania w morzu przewożonych zapasów. 27 marca 1944 roku admirał Dönitz nakazał przystosowanie projektu do przepompowywania paliwa w zanurzeniu, co czyniło zbędnym instalację między innymi mostka przeciwlotniczego. Dodatkowo, okręt według zmodyfikowanych wymagań miał zachować dwie dziobowe wyrzutnie torpedowe jedna nad drugą na bakburcie. Tak zmodyfikowany okręt nosić miał oznaczenie typu XXID2.
Równolegle z pracami koncepcyjnymi nad typem XXID, rozważano budowę jednostek przystosowanych do działalności transportowej oznaczonych jako XXIT, zwłaszcza na trasach na Daleki Wschód. Pracowano nad modyfikacją projektu celem umożliwienia przewozu znacznej ilości cargo, w tym gumy, molibdenu, cyny w sztabach, wolframu – łącznie 275 ton ładunku. Jesienią 1944 roku podjęto decyzję o zawarciu kontraktów na produkcję transportowych U-Bootów tego typu, jednakże z uwagi na sytuację na froncie, ich finalizację opóźniano, a wkrótce całkowicie zarzucono.

### Wady jednostek typuXXI
Okręty typu XXI bez wątpienia stanowiły przełom w konstrukcji okrętów podwodnych jako takich. W konstrukcji ich samych, widoczny był jednak pośpiech – zarówno w postaci niedopracowania wielu elementów, jak też w ich procesie produkcji. Skutkowało to istotnymi wadami wybudowanych jednostek:
- Słabe dopasowanie strukturalne; pośpiesznie prefabrykowane w 32 różnych zakładach, które dysponowały niewielkim doświadczeniem w budowie okrętów podwodnych lub też były go całkowicie pozbawione – w efekcie osiem głównych sekcji było wykonanych z wadami i często nie pasowały prawidłowo do siebie nawzajem. Powodowało to, że kadłub ciśnieniowy nie był wystarczająco wytrzymały, niezdolny do wytrzymania naprężeń na zakładanych głębokościach oraz pobliskich eksplozji bomb głębinowych. Zarówno niemieckie, jak i brytyjskie testy zanurzeniowe wykazały trudności ze schodzeniem na zakładane głębokości[30].
- Niestabilność przy dużej prędkości podwodnej; Niemcy dumni byli z faktu stosowania tunelu aerodynamicznego do testów zaawansowanego hydrodynamicznie kadłuba, jednak ich prace w tym zakresie uznać można w najlepszym przypadku za pobieżne[31]. Kształt kadłuba został uwarunkowany układem „ósemki” kadłuba ciśnieniowego, w efekcie jako całość był w najlepszym razie jedynie racjonalizacją dotychczas stosowanych kształtów. Zrodziło to nieprzewidziany wcześniej problem niestabilności jednostki przy dużej prędkości podwodnej, a w latach następnych uniemożliwiało dokładne odwzorowanie tego kształtu przy konstruowaniu szybkich jednostek myśliwskich[31].
- Niewystarczająca moc silników Diesla; nowy model sześciocylindrowego silnika Diesla wyposażony był w turbodoładowanie w celu osiągnięcia zakładanej mocy. System został jednak słabo zaprojektowany oraz wykonany, skutkiem czego turbodoładowanie nie mogło być używane, co redukowało wytwarzaną moc o niemal połowę – z 2000 do jedynie 1200 KM. W rezultacie jednostki typu XXI nie dysponowały wystarczającą mocą do osiągnięcia zakładanych parametrów. W wielu przypadkach, okręty tego typu nie mogły osiągnąć na powierzchni prędkości większej niż 15,6 węzła – mniejszej niż prędkość jakiegokolwiek innego oceanicznego typu U-Boota podczas wojny. Znacząco podnosiło to też czas niezbędny do ładowania akumulatorów[30].
- Niepraktyczny system hydrauliczny; główne ciągi, akumulatory, cylindry oraz tłoki hydrauliczne sterujące płaszczyznami sterowymi sterów zanurzenia i kierunku, zewnętrzne pokrywy wyrzutni torpedowych i wieże dział przeciwlotniczych były niepotrzebnie zbyt skomplikowane[17] i delikatne, narażone na przecieki słonej wody, korozję oraz ogień przeciwnika. Nie mogły być także naprawiane od wewnątrz kadłuba ciśnieniowego[30].
- Słabe warunki mieszkalne i sanitarne; podobnie jak w typach VII i IX, wyposażenie i udogodnienia przewidziane dla wygody i żywienia załogi podczas długich patroli nie spełniały nawet minimalnych standardów obowiązujących w US Navy[30]. Ze względu na wzajemne połączenia wody do mycia i pitnej, warunki sanitarne uznane zostały za nieadekwatne i niebezpieczne[30].

## Działalność operacyjna
Pierwszy okręt nowego typu, U-3501, został zwodowany 19 kwietnia 1944 roku – dzień przed urodzinami Adolfa Hitlera. Jako że okazało się, iż jednostka została zwodowana przedwcześnie, okręt powrócił do doku natychmiast po zwodowaniu.
Admirał Dönitz wymagał intensywnego treningu załóg na Morzu Bałtyckim, zanim okręty podwodne będą mogły wyjść na patrol bojowy. W tym samym czasie amerykańskie i brytyjskie samoloty atakowały niemieckie okręty w trakcie testów odbiorczych oraz treningu załóg, niszcząc także kilka okrętów w trakcie prac stoczniowych. Pierwszą jednostką typu XXI, która uzyskała status operacyjny, był U-2511, dowodzony przez Korvettenkapitäna Adalberta Schnee. 18 marca 1945 roku U-2511 wypłynął z Kilonii w drogę do Norwegii celem finalnego przygotowania do patrolu bojowego na trasie linii żeglugowej tankowców na Morzu Karaibskim. Po przybyciu do Bergen w Norwegii załoga okrętu musiała jednak usunąć problemy z peryskopem, silnikami Diesla oraz naprawić niewielkie uszkodzenia odniesione podczas testów głębokiego zanurzenia. Ostatecznie U-Boot wypłynął na patrol bojowy 30 kwietnia 1945 roku. W tym samym czasie w norweskich portach znajdowało się dwanaście innych jednostek tego typu gotowych do rozpoczęcia patroli, w portach niemieckich zaś 50 okrętów przygotowywało się do wypłynięcia w rejs do Norwegii. 4 maja 1945 roku znajdujący się w drodze na Karaiby U-2511 otrzymał od admirała Dönitza rozkaz przerwania operacji, złożenia broni i powrotu do portu. Okręt powrócił do Bergen 5 maja 1945 roku.
Według relacji admirała Dönitza dowódca U-2511 Adalbert Schnee tak wspominał ów rejs:

Pierwszy kontakt z wrogiem był na Morzu Północnym, to była nieprzyjacielska grupa poszukiwawczo-uderzeniowa. Było oczywiste, że z najwyższą podwodną prędkością okręt powinien uniknąć szkód z rąk tej grupy. Po niewielkiej zmianie kursu o 30° z łatwością uniknąłem spotkania z nią. Kiedy 4 maja otrzymałem rozkaz przerwania ognia, zawróciłem do Bergen. Kilka godzin później uzyskałem kontakt z brytyjskim krążownikiem oraz kilkoma niszczycielami. Wykonałem pozorowany atak podwodny i całkowicie bezpieczny zbliżyłem się na ok. 500 jardów (457 metrów) od krążownika. Jak odkryłem później podczas rozmowy w trakcie przesłuchania przez Brytyjczyków w Bergen, moja ostatnia akcja została kompletnie niezauważona. Z punktu widzenia mojego doświadczenia ten okręt podwodny był pierwsza klasa, tak w ataku, jak i w obronie. To było coś kompletnie nowego w mojej karierze.

Do Norwegii udało się także kilka innych okrętów, między innymi dowodzony przez Ericha Toppa U-2513, U-2506 dowodzony przez Horsta von Schroetera i U-2529 pod dowództwem Fritza Kallipke. 19 kwietnia 1945 roku niezidentyfikowany samolot brytyjski zaatakował i trafił U-2506, jednak von Schroeter zdołał doprowadzić swój okręt do Bergen, gdzie zastał go koniec wojny. Brytyjskie samoloty Mosquito w cieśninach Skagerrak i Kattegat zaatakowały także U-2502 dowodzony przez Heinza Franke, jednak mimo uszkodzeń zdołał on dotrzeć do Horten. 11 brytyjskich Beaufighterów zaatakowało i trafiło w cieśninie Kattegat dowodzony przez Karla Jürgena Wächtera U-2503. Pociski rakietowe i z działek samolotów ciężko uszkodziły okręt zabijając samego Wächtera, jednak ratując się załoga zdołała skierować okręt na brzeg. Tego samego dnia, również w cieśninie Kattegat, brytyjski Typhoon uszkodził U-3030 pod dowództwem Bernharda Luttmanna i zatopił dowodzony przez Horsta Slevogta U-3032.
Ogółem 22 okręty typu zostały zniszczone przez alianckie samoloty w stoczniach bądź w morzu. W ostatnich dniach wojny 85 okrętów tego typu zostało samozatopionych przez swoje załogi w ramach operacji Regenbogen, 12 zaś gotowych i nieuszkodzonych okrętów zostało zajętych przez aliantów. Cztery okręty – U-2502, U-2506, U-2511, U-3514, które dostały się pod kontrolę aliantów po kapitulacji Niemiec, zostały zatopione tuż po wojnie w ramach operacji Deadlight.

## Powojenne losy typuXXIi jego wpływ na konstrukcje powojenne
Jednostki typu XXI były zbyt cenne, aby ulec całkowitej likwidacji w ramach operacji Deadlight. Marynarki krajów sprzymierzonych chętnie brały udział w tej propagandowej operacji, ich dowództwa wiedziały jednak, jak ją ograniczyć. Niektóre z zatopionych okrętów tego typu, jak U-2540, które zostały wydobyte i przebudowane, służyły jeszcze wiele lat jako platformy testowe. U-2513 i U-3008 były używane do celów testowych przez flotę amerykańską do początku lat 50. U-2518 był używany przez Francję pod nazwą „Roland Morillot” do 1967 roku. U-2529, U-3017, U-3035, U-3041 i U-3515 zostały przejęte przez flotę brytyjską. W 1946 roku cztery z nich (bez U-3017) zostały przekazane Związkowi Radzieckiemu i służyły w radzieckiej marynarce, uzupełniając radzieckie zdobycze w zakresie tych okrętów w postaci nieukończonych jednostek przejętych przez Związek Radziecki w stoczniach bałtyckich.
W okresie powojennym okręty typu XXI były przedmiotem licznych badań, zarówno brytyjskich, radzieckich, jak i amerykańskich, stając się podstawą dla rozwoju konstrukcji tego typu jednostek w tych mocarstwach. W Stanach Zjednoczonych badania te zapoczątkowały całą naukę w zakresie sposobów zwalczania okrętów podwodnych. ZSRR wcielił do czynnej służby wszystkie cztery otrzymane jednostki XXI oraz wybudował ponad sto jednostek projektu 613, stanowiących w dużej mierze odwzorowanie niemieckich okrętów.

### Badania amerykańskie
United States Navy przeprowadziła intensywne testy przejętego przez siebie U-2513. Wśród obecnych na pokładzie okrętu byli najwyżsi oficerowie amerykańskiej marynarki, w tym szef operacji morskich (CNO) Chester Nimitz, służący swego czasu na okrętach podwodnych, a także prezydent Stanów Zjednoczonych Harry Truman. U-2513 operował w ten sposób do 1949 roku. Podobnym testom poddany został także drugi z okrętów typu XXI U-3008, który uczestniczył w nich do roku 1948.

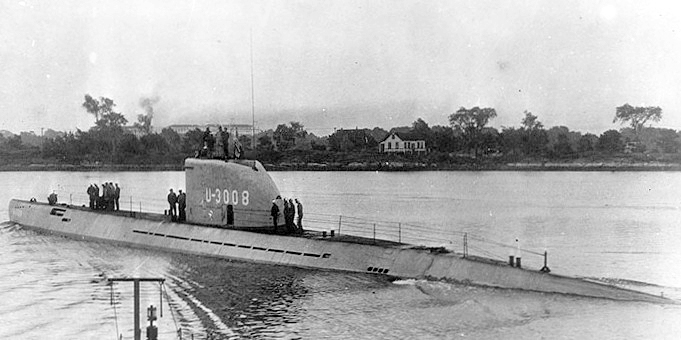
U-3008 w trakcie testów w Portsmouth Naval Shipyard w 1946 roku

W raporcie amerykańskiej państwowej stoczni marynarki wojennej Portsmouth Naval Shipyard z lipca 1946 roku przedstawiono dane z testów przejętych przez Stany Zjednoczone jednostek podwodnych marynarki niemieckiej, w tym okrętów U-2513 oraz U-3008. Testy przeprowadzone zostały pod nadzorem szefa operacji morskich US Navy na podstawie zarządzenia określonego w piśmie Op-23C-1-Serial 217423 z 28 maja 1945 roku.
Efektem przeprowadzonych badań obu okrętów było zastosowanie w amerykańskim programie ulepszania okrętów podwodnych GUPPY wielu rozwiązań typu XXI: użycie zaokrąglonego dziobu, nadanie kioskowi i mostkowi bardziej opływowego kształtu, usunięcie działa pokładowego i innych wystających elementów, znaczne powiększenie pojemności baterii elektrycznych. Z U-3008 wymontowano sonar GHG w celu instalacji go w USS „Cochino”, amerykański sonar AN/BQR-2 instalowany w niektórych jednostkach GUPPY II był zaś w dużej mierze kopią GHG. Jednostki GUPPY uległy też znacznemu wyciszeniu, stwierdzono bowiem, że okręty typu XXI płynąc z prędkością 12 węzłów są cichsze niż najlepsze amerykańskie jednostki przy prędkości 6 węzłów. Mimo poczynionych zmian, GUPPY wciąż były głośniejsze niż okręty niemieckie. Pierwszym powojennym amerykańskim typem okrętów podwodnych były jednostki Tang, które podobnie jak typ XXI zaprojektowane zostały w celu maksymalizacji sprawności podwodnej. W konstrukcji tych jednostek wykorzystano cały szereg rezultatów badań nad przejętymi okrętami typu XXI, przenosząc do nich wiele rozwiązań zastosowanych w jednostkach niemieckich.
Obydwa amerykańskie okręty typu XXI były intensywnie wykorzystywane do działalności testowej. Przykładowo, w 1947 roku lista planowanych testów obejmowała 204 dni operacyjne (po 87 dni operacyjnych dla obu okrętów oraz dodatkowo 30 dni dla jednego z nich). Powodowało to konieczność zapewnienia części zamiennych dla tych jednostek, które w partii wystarczającej na 3 kolejne lata zostały 4 lutego 1946 roku wysłane z Bremerhaven w Niemczech. Głównym problemem w utrzymaniu tych jednostek było zapewnienie im sprawnych baterii akumulatorów, które początkowo były uzupełniane z zapasów dla niemieckich jednostek typu IX, ale szybko zostały wyczerpane, produkcja ich zamienników nie była zaś ekonomicznie opłacalna. Toteż znajdujący się w gorszym stanie U-3008 został wycofany ze służby jako pierwszy, zaś jego siostrzany U-2513 dotrwał do 8 lipca 1949 roku, po wyczerpaniu resursu dostępnych akumulatorów. Początkowo obydwa okręty zostały zachowane w rezerwie w celu ewentualnego ponownego przyjęcia do służby w razie potrzeby, jednak 7 listopada 1950 roku biuro szefa operacji morskich formalnie certyfikowało je jako zbędne i latach następnych obydwie jednostki zostały użyte jako cele.

### Badania radzieckie
Po zakończeniu II wojny światowej Józef Stalin przyznał priorytet odbudowie radzieckiego przemysłu stoczniowego, aprobując także budowę wielkiej floty oceanicznej, w skład której wchodzić miały lotniskowce, krążowniki liniowe i mniejsze niszczyciele oraz okręty podwodne. Z końcem wojny radzieccy konstruktorzy i badacze skoncentrowani byli na zwiększaniu prędkości podwodnej, którą uznawali za decydujący czynnik wojny morskiej. W celu zwiększenia prędkości i utrzymania jej przez dłuższy czas konstruktorzy sowieccy zdecydowali się na zwiększenie mocy silników elektrycznych oraz pojemności baterii, umożliwienie silnikom Diesla pracy w trakcie zanurzenia okrętu oraz zaprzęgnięcie turbiny okrętowej do pracy w trakcie operacji podwodnych. Modelem prac w tym kierunku były niemieckie okręty podwodne, w tym jednostka typu VIIC zatopiona, a następnie wydobyta przez siły radzieckie na Bałtyku w 1944 roku (U-250), okręty znalezione w niemieckich stoczniach bałtyckich zajętych przez Armię Czerwoną oraz 10 U-Bootów – w tym 4 typu XXI – formalnie przyznane Związkowi Radzieckiemu na podstawie postanowień konferencji poczdamskiej.
| Jednostki |        |        |        |        |
| Typ VIIC  | U-1057 | U-1058 | U-1064 | U-1305 |
| Typ IXC   | U-1231 | U-1231 | U-1231 | U-1231 |
| Typ XXI   | U-2529 | U-3035 | U-3041 | U-3515 |
| Typ XXIII | U-2353 | U-2353 | U-2353 | U-2353 |

Kilka raportów zachodnich źródeł wywiadowczych stwierdzało, iż Związek Radziecki przejął w rzeczywistości większą liczbę jednostek XXI. M.in. amerykański Połączony Komitet Wywiadu w swoim raporcie ze stycznia 1948 roku dla Kolegium Połączonych Szefów Sztabów szacował, że Związek Radziecki ma 15 okrętów typu XXI w służbie operacyjnej, w ciągu następnych dwóch miesięcy może ukończyć budowę 6 kolejnych jednostek tego typu, w ciągu zaś kolejnych 18 miesięcy może dokończyć montaż z prefabrykowanych elementów kolejnych 39 jednostek.
Wiele niemieckich zakładów produkujących elementy jednostek XXI oraz najważniejszy – stocznia Schichau w Gdańsku, było zajętych przez wojska radzieckie. Znajdowało się w nich dużo komponentów jednostek XXI, a w samej stoczni duża liczba niewykończonych okrętów (zbudowane już jednostki od U-3538 do U-3542 znajdowały się w stoczni na etapie końcowego wyposażania). Dodatkowo, w stoczni znajdowały się relatywnie kompletne sekcje dla co najmniej ośmiu dodatkowych okrętów. Zachodnie szacunki co do losu tych okrętów często są jednak wzajemnie sprzeczne. Według jednego z niemieckich inżynierów, co najmniej dwa niemal kompletne okręty typu XXI zostały zwodowane w stoczni w Gdańsku przez specjalistów radzieckich, po czym odholowane do Kronsztadu. Inny jednak z niemieckich inżynierów stwierdził, że te niedokończone U-Booty zostały pozostawione w takim stanie, w jakim się znajdowały, wszystko jednak co do nich należało – zwłaszcza wyposażenie – zostało zabrane i wysłane do testów i badań. Bliższa prawdy jest najprawdopodobniej druga z tych wersji, sowieckie dane bowiem, podobnie jak informacje przekazywane wprost przez przełożonych radzieckich biur konstrukcyjnych, wskazują, że niemieckie okręty podwodne typu XXI używane były do testów i prób, po czym były niszczone – często poprzez storpedowanie.
Jednostki typu XXI oraz elementy i materiały służące do ich budowy były badane przez dużą liczbę radzieckich instytutów naukowo-badawczych i biur konstrukcyjnych, w tym przez CKB-18 (Rubin). Pierwszą powojenną konstrukcją CKB-18 był projekt 614, będący w rzeczywistości kopią typu XXI. Projekt ten nie został ukończony z uwagi na to, że został uznany za niewystarczająco „wiarygodny”. Projekt 614 stał się jednak bazą intensywnych studiów nad konstrukcją i inżynierskimi rozwiązaniami zastosowanymi przez konstruktorów niemieckich w typie XXI. Doprowadziło to do rozwinięcia w ZSRR wielu technologii, zwłaszcza nowych typów stali oraz spawania elektrycznego, nowych koncepcji kontroli okrętu, niskoszumowych śrub okrętowych, instalacji absorbujących wstrząsy, powłok anechoicznych kadłuba oraz zastosowania na głowicach chrap materiałów absorbujących fale radarowe.

## Podsumowanie
Okręty typu XXI i ich mniejsi kuzyni, jednostki typu XXIII, były prawdziwie rewolucyjnymi pojazdami podwodnymi. Eskadra, flotylla czy nawet flota tych okrętów nie mogła zmienić losów drugiej wojny światowej, gdyby jednak pojawiły się w dużej liczbie wcześniej niż w połowie roku 1944, czy nawet w początkach roku 1945, mogłyby znacząco spowolnić postępy zachodnich aliantów. Prawdopodobnie mogłyby opóźnić koniec wojny na Zachodzie o kilka miesięcy, czy nawet rok, co pozwoliłoby Związkowi Radzieckiemu na zajęcie jeszcze bardziej znaczącej pozycji w Europie na koniec wojny.
W latach 1944–1945 alianckie działania przeciwpodwodne prowadzone były ze zbyt wielkim rozmachem, aby przegrać nową „Bitwę o Atlantyk” toczoną przeciw jednostkom typu XXI. Tym bardziej, że amerykańskie stocznie zdolne były do wyrównania nawet kolosalnych strat w statkach transportowych . Mimo wszystko kampania podwodna prowadzona przy użyciu bardzo zaawansowanych U-Bootów mogłaby poważnie zaszkodzić ciągłości przepływu żołnierzy, broni, materiałów i paliwa dla sił zbrojnych aliantów walczących na froncie zachodnim.
Innym czynnikiem mającym wpływ na taki scenariusz były brytyjskie i radzieckie wojska, które szybko opanowywały zakłady uczestniczące w produkcji U-Bootów oraz ich montownie w północnych Niemczech, alianckie bombowce taktyczne zaś blokowały Bałtyk, utrudniając lub nawet uniemożliwiając szkolenie załóg U-Bootów. Także ogólny chaos w Niemczech związany z postępującą destrukcją tego państwa utrudniał, a w końcu uniemożliwił działalność nowych niemieckich okrętów podwodnych. Zamiast zmiany losów wojny efektem wprowadzenia do służby okrętów podwodnych typu XXI było ich wejście do historii jako przodków zimnowojennych okrętów podwodnych konstruowanych w Stanach Zjednoczonych i Związku Radzieckim. Oficjalny historyk amerykańskiej marynarki wojennej Gary Weir tak pisał o tych okrętach:

Po raz pierwszy od aktu twórczego Johna Hollanda [pod koniec XIX wieku] okręt podwodny spędzał więcej czasu pod wodą niż na powierzchni. Proces zmiany podejścia [do tej kwestii], zakończony w 1955 roku przez napędzany energią nuklearną USS „Nautilus”, zapoczątkował w roku 1944 typ 21

### Opracowania książkowe
- Clay Blair: Hitler’s U-Boat War. T. 2: The Hunted, 1942–1945. Nowy Jork: Random House, 1998. ISBN 0-679-45742-9.
- Roy Burcher, Louis Rydill: Concepts in submarine design. Cambridge [England]: Cambridge University Press, 1995. ISBN 0-521-41681-7. Brak numerów stron w książce
- Norman Polmar: Cold War Submarines, The Design and Construction of U.S. and Soviet Submarines. K.J. More. Potomac Books, Inc, 2003. ISBN 1-57488-530-8.
- Norman Friedman, James L. Christley: U.S. Submarines Since 1945: An Illustrated Design History. Naval Institute Press, 1994. ISBN 1-55750-260-9. OCLC 29477981.
- Siegfried Breyer: German U-boat Type XXI. Atglen: Schiffer Publishing, cop. 1999. ISBN 0-7643-0787-8. Brak numerów stron w książce
- David Grier: Hitler, Donitz, and the Baltic Sea: The Third Reich’s Last Hope, 1944–1945. Naval Institute Press, 2013. Brak numerów stron w książce
- Gaylord T.M. Kelshall: U-Boat War in the Caribbeann. Naval Institute Press, 1994. ISBN 1-55750-452-0. Brak numerów stron w książce
- Joseph P. Farrell: The SS Brotherhood of the Bell: The Nazis’ Incredible Secret Technology. Adventures Unlimited Press, 2006. ISBN 1-931882-61-4.
- Gary Weir, Clay Blair. Review of Hitler’s U-Boot War: The Hunters, 1939-42. „The Journal of Military History”, s. 635–636, lipiec 1997.
- Karl Dönitz: Memoirs: Ten Years and Twenty Days. Da Capo Press, 1997. ISBN 0-306-80764-5. Brak numerów stron w książce
- Ulrich Gabler: Submarine design. With an updating chapter by Fritz Abels and Jürgen Ritterhoff. Bonn: Bernard und Graefe, 2000. ISBN 3-7637-6202-7. Brak numerów stron w książce
- Eberhard Rössler: U-Boottyp XXI / Eberhard Rössler. Unter Mitw. von H.H. Fuchslocher und K.-W. Grützemacher. Bonn: Bernard und Graefe, 2001. ISBN 3-7637-5995-6. OCLC 248048491. (niem.).
- Eberhard Rössler: The U-Boat: The Evolution And Technical History Of German Submarines. Annapolis: Naval Institute Press, 1989. ISBN 0-87021-966-9. OCLC 7829788. (ang.).

### Opracowania online
- Portsmouth Naval Shipyard, Portsmouth Naval Shipyard: Former German Submarines, Design studies, U-boat Archive, lipiec 1946 [dostęp 2016-06-01] (ang.).
- Frank Spahr: U-Boot Type XXI in Detail. [dostęp 2010-09-21]. (ang.).
- Type XXI: Construction history of type XXI. u-boat.net. [dostęp 2010-09-27]. (ang.).
- Peter Lienau: The Working Environment for German Submarine Design in WWII. navweaps.com, 02 December 1999. [dostęp 2016-05-18]. (ang.).